# Panoramafreiheit

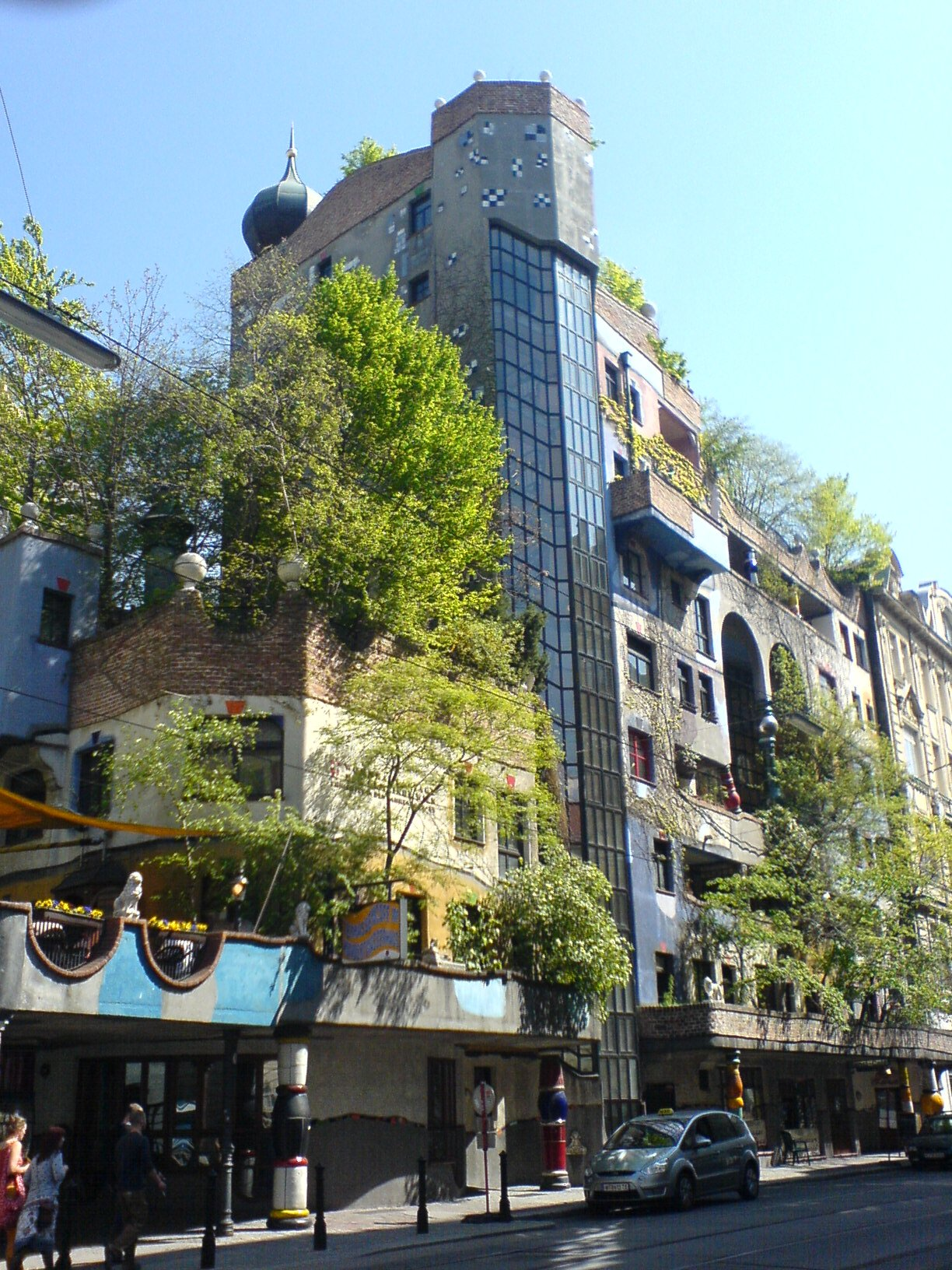
Urheberrechtlich geschützte Architektur des Künstlers Friedensreich Hundertwasser in Wien. Die bildliche Wiedergabe der Ansicht von der Straße her gesehen ist nach deutschem und österreichischem Recht aufgrund der Panoramafreiheit erlaubt.

Überblick über die Straßenbildfreiheit weltweit, Stand 2025

Die Panoramafreiheit oder Straßenbildfreiheit ist eine in vielen Rechtsordnungen vorgesehene Einschränkung des Urheberrechts, wonach urheberrechtlich geschützte Werke, die von öffentlichen Verkehrswegen aus zu sehen sind, bildlich wiedergegeben werden können, ohne dass hierfür der Urheber des Werkes um Erlaubnis ersucht werden muss. Dies gilt beispielsweise für Gebäude und Kunst am Bau im öffentlichen Raum, oft jedoch nicht für Innenräume oder für Bildaufnahmen von erhöhten Standorten. 
Häufig gibt es darüber hinaus weitere spezifische Beschränkungen.
Unabhängig vom Urheberrecht können auch weitere rechtliche Gesichtspunkte einer bildlichen Wiedergabe oder ihrer Verwertung entgegenstehen, beispielsweise das Eigentumsrecht, das Hausrecht, Persönlichkeitsrechte der Bewohner eines Gebäudes oder staatliche Sicherheitserwägungen bei Infrastruktur und militärischen Anlagen.
Der Begriff des Panoramas ist hier nicht so zu verstehen, dass Werke nur dann vom Urheberrechtsschutz ausgenommen sind, wenn sie lediglich als unwesentliches Beiwerk auf einer Abbildung erscheinen, wie es etwa bei Aufnahmen in privaten Innenräumen der Fall wäre. Soweit wiedergegebene Werke unter die Panoramafreiheit fallen, dürfen sie vielmehr auch das alleinige Motiv einer Abbildung darstellen. 
Der Begriff der Panoramafreiheit bezieht sich in der Regel auf Abbildungen von Objekten. Für Abbildungen von Personen ist das Recht am eigenen Bild maßgeblich, bei dem zwar auch der Standort von Fotograf und Objekt zu berücksichtigen ist, jedoch in einem anderen rechtlichen Rahmen.
Weitere rechtliche Aspekte behandelt der Artikel Recht am Bild der eigenen Sache.

## Einzelstaatliche Unterschiede

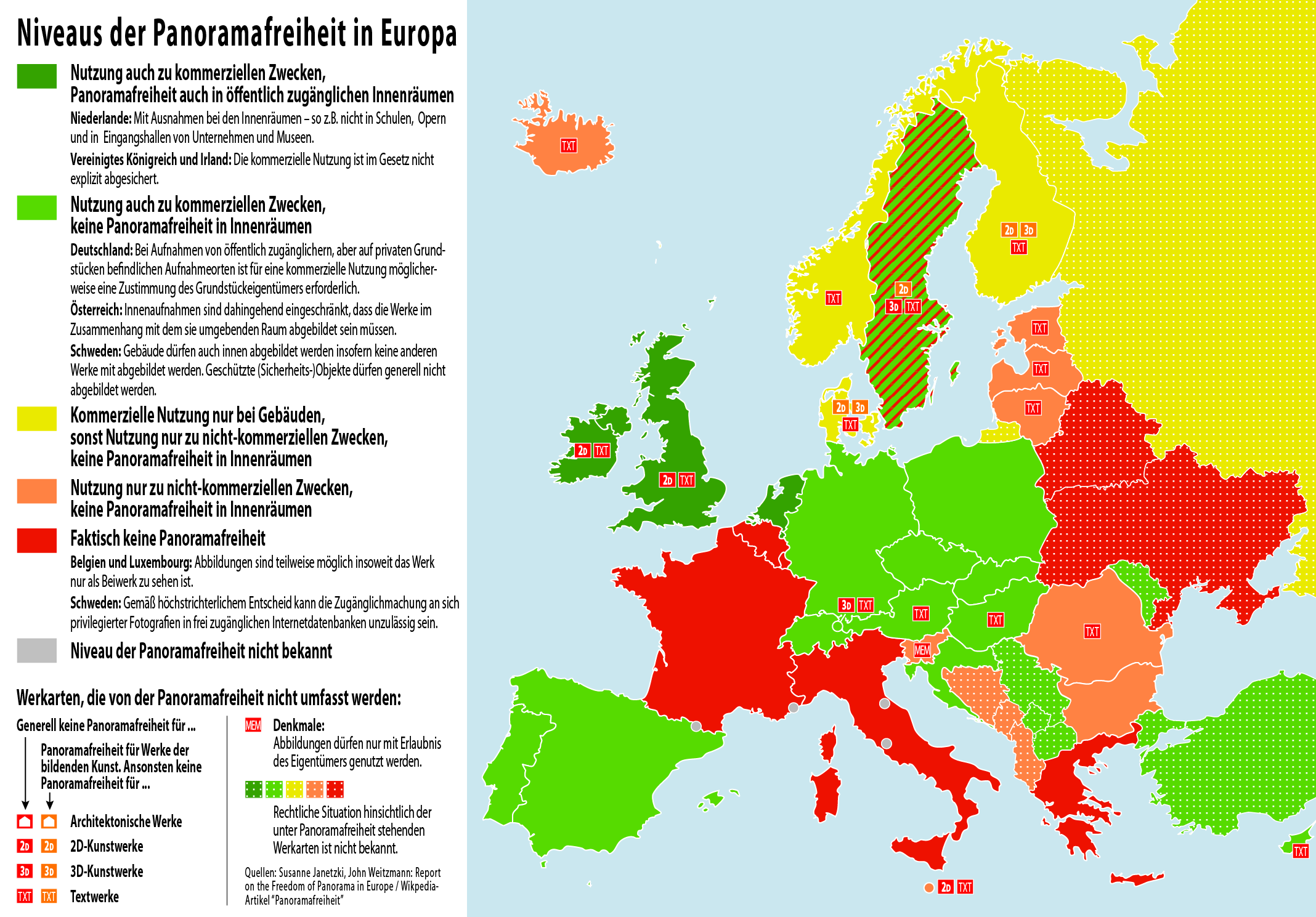
Übersicht über den Geltungsbereich der Panoramafreiheit in den Ländern Europas (Stand: Mai 2016)

Zwar gibt es in vielen Staaten der Welt eine Regelung der Panoramafreiheit (siehe auch die nebenstehende Karte für Europa), jedoch unterscheiden sich die Vorschriften in ihrem Umfang teilweise erheblich.
Oftmals werden nur sehr genau benannte Werkarten ein- oder ausgeschlossen (Beispiel: Österreich, wo die Ausnahme nur für Werke der Baukunst und der bildenden Künste gilt), während andere Länder keine Beschränkung auf einzelne Werkarten kennen (Beispiel: Deutschland). Teilweise wird die Art der Nutzung beschränkt, etwa mittels eines Verbots kommerzieller Nutzung (Beispiel: Slowenien, Bulgarien) oder einer Beschränkung der Freistellung auf solche Werkverwendungen, bei denen das abgebildete Werk nicht das zentrale Bildmotiv ist (Beispiel: Finnland). Auch unterscheiden sich die jeweiligen Regelungen in Bezug auf den verwendeten Öffentlichkeitsbegriff. Manche Gesetzgeber wollen etwa nur Werke im Freien, nicht jedoch in Innenräumen privilegieren (Beispiel: Island), während in anderen Ländern auch in einem gewissen Maß Werke in Innenräumen unter die Ausnahmeregelung fallen (Beispiel: Österreich). Das Merkmal der Vergütungsfreiheit ist für die Panoramafreiheit nach der in diesem Artikel zugrunde gelegten Definition nicht konstitutiv; zwar erlauben die allermeisten Staaten mit einer solchen Regelung eine kostenlose Nutzung, vereinzelt ist jedoch zumindest die gewerbliche Nutzung an eine Vergütungspflicht geknüpft (Beispiel: Island, mit Einschränkungen).

## Deutschland

### Norm
Maßgeblich ist das Gesetz über Urheberrecht und verwandte Schutzrechte (UrhG):
§ 59 UrhG – Werke an öffentlichen Plätzen
(1) Zulässig ist, Werke, die sich bleibend an öffentlichen Wegen, Straßen oder Plätzen befinden, mit Mitteln der Malerei oder Grafik, durch Lichtbild oder durch Film zu vervielfältigen, zu verbreiten und öffentlich wiederzugeben. Bei Bauwerken erstrecken sich diese Befugnisse nur auf die äußere Ansicht.
(2) Die Vervielfältigungen dürfen nicht an einem Bauwerk vorgenommen werden.

### Rechtsentwicklung
Die heutige Regelung zur Panoramafreiheit besteht in unveränderter Form seit Inkrafttreten des Urheberrechtsgesetzes am 1. Januar 1966.

#### Deutscher und Norddeutscher Bund
Ihre Ursprünge hat die Ausnahmevorschrift in Deutschland bereits im 19. Jahrhundert. Nachdem auf Ebene des Deutschen Bundes 1837 von der Bundesversammlung der Bundesbeschluss gegen den Nachdruck verabschiedet wurde, sahen – bereits deutlich vor der ersten allgemeindeutschen Urheberrechtsregelung der Jahre 1870 bzw. 1876 – einige Gliedstaaten in ihren jeweiligen Gesetzesumsetzungen eine der Panoramafreiheit vergleichbare Schrankenbestimmung vor. So regelte beispielsweise das 1840 in Kraft getretene Bayerische Gesetz zum Schutz des Eigentums an Erzeugnissen der Literatur und Kunst gegen Nachdruck, dass „Werke der Baukunst in ihren äußeren Umrissen“ sowie die „an öffentlichen Plätzen aufgestellten Denkmale“ von der zentralen urheberrechtlichen Schutznorm ausgenommen sind. Eine ähnliche Bestimmung existierte auch im Herzogtum Braunschweig. Preußen, dem in der deutschen Urheberrechtsgesetzgebung der Zeit eine Vorreiterrolle zukam, kannte hingegen in seinem Gesetz von 1837 keine äquivalente Schutzausnahme.
Der Börsenverein des Deutschen Buchhandels, der auf eine Harmonisierung der Partikulargesetze drängte, sah in seiner 1857 publizierten Entwurfsvorlage für ein gesamtdeutsches Urheberrechtsgesetz auch eine Freistellung von Abbildungen des Straßenbilds vor. Die Vorlage wurde durch Sachsen 1862 in der Bundesversammlung präsentiert. Die Ausnahmebestimmung der Panoramafreiheit überdauerte, in modifizierter Form, den Gesetzgebungsprozess und war auch noch im revidierten Entwurf, den die eingerichtete Sachverständigenkommission 1864 vorlegte – dem sogenannten Frankfurter Entwurf (nach dem Tagungsort der Kommission) –, in § 33 vorgesehen. Dieser hatte zum Inhalt, dass „die Nachbildung öffentlicher Denkmäler, welche auf Straßen oder öffentlichen Plätzen bleibend aufgestellt sind, […] nicht als Nachdruck behandelt [wird].“ Aufgrund der allgemeinen politischen Lage scheiterte das Gesetzgebungsvorhaben im Bund jedoch schlussendlich zur Gänze. 1865 übernahm zumindest Bayern den Frankfurter Entwurf zu großen Teilen; die Regelung zur Straßenbildfreiheit wurde wortlautidentisch übernommen.
Im 1867 gegründeten Norddeutschen Bund wurde 1870 zwar ein reichseinheitliches Urheberrechtsgesetz verabschiedet; dessen endgültige Fassung bezog sich jedoch – anders als noch beide Entwurfsfassungen – von vornherein nicht auf Bauwerke und Werke der bildenden Künste, sodass das finale Gesetz auch keine Regelung zur Panoramafreiheit enthielt. Nach dem Erstentwurf von Friedrich Kühns und Ludwig E. Heydemann sollte die „Nachbildung eines Werkes der Kunst, das auf öffentlichen Straßen oder Plätzen aufgestellt ist“ nicht als verbotene Nachbildung angesehen werden, wobei ausdrücklich vorgesehen war, dass bei der öffentlichen Aufstellung eines Werks ohne Einwilligung durch den Urheber oder seinen Rechtsnachfolger ein Entschädigungsanspruch gegen den Aufsteller entstehen würde. Der revidierte Entwurf von Otto Dambach nahm die Nachbildung „von Werken der plastischen Kunst, welche auf Straßen oder öffentlichen Plätzen bleibend aufgestellt sind“ vom generellen Nachbildungsverbot aus, soweit die Nachbildung „nicht in plastischer Form“ erfolge. In dieser Fassung wurde die Bestimmung dann auch dem Reichstag vorgelegt; zur Begründung wurde gegeben, dass öffentlich ausgestellte plastische Werke „als Gemeingut angesehen zu werden“ pflegten, eine Nachbildbarkeit in plastischer Form aber sowohl Reputationsschäden als auch pekuniäre Einbußen für die Künstler zur Folge hätte. Die vom Reichstag eingesetzte Kommission ließ diese Fassung anschließend ebenfalls unverändert, wobei sie sich noch einem Änderungsantrag widersetzte, die Bestimmung auf in öffentlichen Sammlungen aufgestellte Werke auszuweiten. Die plastische Nachbildung von Werken der plastischen Kunst wiederum sollte „aus künstlerischen wie aus finanziellen Gründen“ nicht privilegiert werden. Erst im Plenum wurde schließlich die Streichung aller Bestimmungen zum Kunstwerkschutz beschlossen.

#### Deutsches Reich
Das KunstschutzG von 1876
1871 ging der Norddeutsche Bund im Deutschen Reich auf. Der Reichstag befasste sich 1875 mit einem Regierungsentwurf für ein Gesetz betreffend das Urheberrecht an Werken der Bildenden Künste (im Folgenden: KunstschutzG), dessen Regelung zur Panoramafreiheit der des Kommissionsentwurfs des Reichstags im Norddeutschen Bund entsprach. Nach dem Wortlaut der Begründung sollte die plastische Nachbildung nicht zu den erlaubten Werknutzungen zählen, weil zum einen schlechte Nachbildungen den „Ruf des Künstlers“ gefährdeten, zum anderen weil sich die freie Nachbildbarkeit für Künstler pekuniär nachteilhaft auswirke. Rufe danach, die Ausnahmebestimmung auf sämtliche Werke der bildenden Künste – Bauwerke waren weiterhin vom Anwendungsbereich ausgeschlossen (§ 3) – zu erweitern und statt der Nachbildung in plastischer Form die Nachbildung in derselben Kunstform wie das Original zu verbieten, wies die Regierung mit der Begründung zurück, dies sei einerseits zu weitgehend, andererseits würde durch eine Änderung der Einschränkung weg vom Verbot der „Nachbildung in plastischer Form“ eine nicht wünschenswerte „Kompliziertheit“ der Norm geschaffen. Die vom Reichstag eingesetzte Kommission behielt die Regelung zur Panoramafreiheit in ihrer revidierten Fassung des Regierungsentwurfs unverändert bei. Im Zuge der Parlamentsdebatte führten zwei Änderungsanträge zu einer Abänderung dieses Kommissionsentwurfs:
Zum einen wurde der von der Kommission abgelehnte Vorschlag aufgegriffen, die Panoramafreiheit auf sämtliche Werke der bildenden Künste auszuweiten, sofern die Nachbildung nicht in derselben Kunstform erfolgt. Die Antragsteller begründeten dies damit, dass die Unterscheidung zwischen Werken der plastischen und solchen „der zeichnenden und malenden Kunst“ unverständlich sei, weil „überhaupt jedes Kunstwerk, welches auf öffentlicher Straße oder öffentlichen Plätzen sich befindet, schon durch seine Aufstellung Gemeingut des Publikums geworden“ sei und es, will man diesen Grundsatz akzeptieren, keinen Grund gebe, zwischen einzelnen Werkarten zu unterscheiden. Zum anderen wurde im Lauf der Sitzung der Antrag eingebracht, die Formulierung „welche auf Straßen oder öffentlichen Plätzen bleibend aufgestellt sind“ in „welche auf oder an Straßen oder öffentlichen Plätzen bleibend sich befinden“ abzuändern. Die Antragsteller führten zur Begründung erstens ebenfalls dogmatische Gründe an, wonach keine Veranlassung zu einer Unterscheidung zwischen aufstellbaren und anderen Werkverkörperungen bestehe, zweitens praktische Schwierigkeiten. So dürfte man nach dem Kommissionsentwurf Sgraffiti an Hauswänden oder an Denkmälern angebrachte Kunstwerke und Reliefs nicht ebenfalls abbilden, was zu Schwierigkeiten bei der Wiedergabe der jeweiligen Bauwerke führe.
Die beiden Vorschläge wurden mit knapper Mehrheit angenommen. Das Gesetz vom 9. Januar 1876 trat schließlich mit dem folgenden Wortlaut zur Straßenbildfreiheit in Kraft:
§ 6 Nr. 3 KunstschutzG [1876]
[Als verbotene Nachbildung ist nicht anzusehen:]
die Nachbildung von Werken der bildenden Künste, welche auf oder an Straßen oder öffentlichen Plätzen bleibend sich befinden. Die Nachbildung darf jedoch nicht in derselben Kunstform erfolgen.
Das KUG von 1907
Das KunstschutzG und das fast gleichzeitig beschlossene Gesetz betreffend den Schutz der Photographien gegen unbefugte Nachbildung (PhotoschutzG), mit dem Fotografien ein (geringerer) Schutz zugebilligt wurde, sahen sich gegen Ende des 19. Jahrhunderts vielfältiger Kritik ausgesetzt. 1902 veröffentlichte die Regierung einen Entwurf für ein reformiertes PhotoschutzG, der in § 15 die Vervielfältigung von bleibend an öffentlichen Straßen oder Plätzen befindlichen Werken „durch bildliche Wiedergabe ihrer äusseren Ansicht“ freistellte. Die Begründung führt dazu aus, eine Abkehr vom Grundsatz der Straßenbildfreiheit sei nicht beabsichtigt, zumal dieser auch „einem gesunden Rechtsempfinden“ entspreche und die Existenz vieler kleiner Gewerbetreibender daran hänge. Explizit setzt sich die Begründung mit einem Vorschlag auseinander, nur die Wiedergabe des Straßenbildes, nicht aber die Nachbildung des Werkes selbst zu privilegieren, verwirft diesen jedoch, weil einerseits das Werk häufig das Straßenbild maßgeblich bestimme und infolgedessen Abgrenzungsschwierigkeiten entstünden und andererseits in der Praxis oftmals das Werk im Mittelpunkt der Wiedergabe (etwa auf einer Ansichtskarte) stehe. Eine Abweichung zu § 6 Nr. 3 KunstschutzG besteht darin, dass die Einschränkung, die Nachbildung dürfe nicht „in derselben Kunstform“ erfolgen, durch eine Alternativformulierung ersetzt wurde, weil die andere Version „in der Auslegung Schwierigkeiten bereitet“ habe. Mit der Entwurfsformulierung sollte klargestellt werden, dass „inner[e] Teile eines Werkes“ (etwa die Innenarchitektur) grundsätzlich nicht unter die Schrankenregelung fallen und zugleich – durch den Terminus der „bildlichen Wiedergabe“ –, dass nicht-plastische Werke wie Fresken und Sgraffiti nicht genehmigungsfrei an anderen Bauwerken angebracht werden dürfen. Schließlich weist die Begründung die Forderung zurück, die Panoramafreiheit an die Namensnennung des Künstlers zu knüpfen („unterliegt Bedenken“).
Der Normentwurf zur Straßenbildfreiheit wurde in der Literatur unterschiedlich aufgenommen; einige Kommentatoren – wie auch viele Interessensvertreter von Künstlern – erachteten sie als zu weit gehend und regten zum Teil gar ihre komplette Streichung an, andere begrüßten sie demgegenüber. 1904 entschied die Reichsregierung, Kunstschutz und den Fotografieschutz in einem Gesetz – dem Gesetz, betreffend das Urheberrecht an Werken der bildenden Künste und der Photographie (KUG) – zu vereinen, und legte einen neuen Regierungsentwurf vor, der in der Gesetzesinitiative vom 28. November 1905 mündete. Dieser bezog – anders als noch das KunstschG – auch Werke der Baukunst mit ein. Eine Regelung zur Panoramafreiheit war auch darin enthalten. Es folgte nach erfolgter erster Lesung abermals der Einsatz einer Kommission; diese nahm allerdings keine wesentliche Änderung an der Regelung zur Straßenbildfreiheit vor, sodass diese in fast identischer Form nach positivem Beschluss des Reichstags am 7. Juli 1907 in Kraft trat:
§ 20 KUG [1907]
Zulässig ist die Vervielfältigung von Werken, die an öffentlichen Wegen, Straßen und Plätzen sich bleibend befinden, durch malende oder zeichnende Kunst oder durch Photographie. Die Vervielfältigung darf nicht an einem Bauwerk erfolgen. Bei Bauwerken erstreckt sich die Befugnis zur Vervielfältigung nur auf die äußere Ansicht. Soweit ein Werk hiernach vervielfältigt werden darf, ist auch die Verbreitung und Vorführung zulässig.
Die Regierung hatte zuvor ergänzend zur Erstbegründung angegeben, dass Befürchtungen, minderwertige Abbildungen könnten dem Künstler schaden, insoweit unbegründet seien, als insbesondere Gebäude „meist nicht künstlerischen Aufgaben dienen, sondern für andere, zum Beispiel patriotische und ähnliche Zwecke bestimmt sind“. Der im Vergleich zum Erstentwurf neu eingefügte Satz „Bei Bauwerken erstreckt sich die Befugnis zur Vervielfältigung nur auf die äußere Ansicht“ sollte lediglich der Klarstellung dienen und war durch keine neue Erwägung motiviert. Die Begründung, auf eine Namensnennungspflicht zu verzichten, wurde gegenüber dem Erstentwurf verändert: So argumentierte die Regierung nun, auf den hauptsächlich in Betracht kommenden Bauwerken würde der Name des Urhebers ohnehin regelmäßig nicht angegeben, und eine Erkundigungspflicht könne „dem Verkehre nicht auferlegt“ werden. Ein Antrag während der Kommissionsberatung, doch wenigstens dann die Urhebernennung zu fordern, wenn die Urheberangabe direkt am Werkstück ersichtlich ist, wurde zunächst angenommen, in zweiter Lesung aber wieder gestrichen, nachdem auf praktische Schwierigkeiten hingewiesen wurde. Beispielsweise sei es kaum möglich, eine Urheberangabe an einem Sims zu erkennen, und bei der Wiedergabe mehrerer Werke unterschiedlicher Urheber sei eine solche Vorschrift „schon aus äußeren Gründen nicht ausführbar“. Die einzige Änderung der Vorschrift, die die Kommission akzeptierte, war die Einfügung von „Wegen“ in der Aufzählung im ersten Satz aus Gründen der Klarstellung. Ein Antrag, die Panoramafreiheit dadurch einzuschränken, dass die Vervielfältigung einzelner Werke nicht privilegiert sein sollte, wurde abgelehnt.

#### DDR
In der Deutschen Demokratischen Republik regelte bis Ende 1965 weiter das KUG die urheberrechtlichen Verhältnisse, sodass auch die dortige Bestimmung zur Straßenbildfreiheit anwendbar blieb. In dem gleichzeitig zum Urheberrechtsgesetz der BRD (dazu im Einzelnen nachstehend) am 1. Januar 1966 in Kraft getretenen Gesetz über das Urheberrecht vom 13. September 1965 (DDR-URG) wurde dann eine leicht modifizierte Fassung der Straßenbildfreiheit adaptiert. Nach § 25 DDR-URG war „die Vervielfältigung von Werken, die sich bleibend an öffentlichen Wegen, Straßen oder Plätzen befinden, durch malende oder zeichnende Kunst oder durch Fotografie“ zulässig, wobei sich diese Befugnis „[b]ei Werken der Baukunst […] nur auf die äußere Ansicht [erstreckt]“. Eine Einschränkung bezüglich der Vervielfältigung an einem Bauwerk bestand (anders als im KUG und im Urheberrechtsgesetz der BRD) nicht.
Das DDR-URG trat am 3. Oktober 1990 außer Kraft und wurde durch das Urheberrechtsgesetz der BRD ersetzt (Anlage I Kap. III E. II § 8 zum Einigungsvertrag [EV]).

#### Bundesrepublik
Die Bundesregierung legte 1962 einen Entwurf für ein Urheberrechtsgesetz (UrhG) vor, das gegenüber dem KUG eine Neufassung der Schrankenregelung beinhaltete. Danach sollte es zulässig sein, „Werke, die sich bleibend an öffentlichen Wegen, Straßen oder Plätzen befinden, mit Mitteln der Malerei oder Graphik, durch Lichtbild oder durch Film zu vervielfältigen, zu verbreiten und öffentlich wiederzugeben sowie solche Werke durch Fernsehfunk zu senden. Bei Bauwerken erstrecken sich diese Befugnisse nur auf die äußere Ansicht […] Vervielfältigungen dürfen nicht an einem Bauwerk vorgenommen werden.“ Zur Begründung wurde angeführt, diese Fassung entspreche in etwa der bisherigen Regelung, sei jedoch um die Möglichkeit der Funksendung erweitert. Eine Vergütungspflicht wurde unter Verweis darauf abgelehnt, dass die Ausnahme gerade an die Widmung an die Allgemeinheit abstelle, die durch die Ausstellung an öffentlichen Orten vorgenommen werde, sodass die freie Abbildbarkeit und Verwertbarkeit der Abbildungen gerade dem Normzweck entsprächen. Ebenso abgelehnt wurde wie schon im Kaiserreich und im Norddeutschen Bund der Vorschlag, die Bestimmung auf dauernd in öffentlichen Museen aufgestellte Kunstwerke zu erweitern; diese seien nämlich „nicht in dem gleichen Maße der Allgemeinheit gewidmet wie die Werke, die an öffentlichen Plätzen aufgestellt sind“. Auch sei im Einzelfall schwer festzustellen, ob ein solches Kunstwerk bleibend ausgestellt ist. Nach einem Einwand des Bundesrates modifizierte die Bundesregierung ihren Entwurf dahingehend, dass sie die Passage „sowie solche Werke durch Fernsehfunk zu senden“ wieder strich. Der im Zuge der Beratung eingeschaltete Rechtsausschuss schloss sich dieser geänderten Fassung an. Im Bundestag kam es dies betreffend zu keiner weiteren Diskussion und schließlich zur Annahme der Bestimmung in der Ausschussfassung.
Bei der Anpassung des UrhG an die Richtlinie 2001/29/EG (siehe den Abschnitt „Unions- und Konventionsrecht“) blieb § 59 UrhG unverändert, weil die Konstruktion der Vorschrift insofern offen gehalten ist, als sie – anders als etwa die österreichische Parallelvorschrift – recht allgemein auf die öffentliche Wiedergabe Bezug nimmt, statt im Einzelnen konkrete Verwertungsformen zu benennen. Durch die Aufnahme der Verwertungsform der öffentlichen Zugänglichmachung (§ 19a UrhG) in den § 15 UrhG erübrigte es sich somit, auch noch einmal § 59 UrhG abzuändern. Die heutige Fassung entspricht somit noch der Ursprungsfassung von 1965.

### Rechtfertigung
Nach der amtlichen Begründung des Gesetzesentwurfs zum UrhG folgt § 59 UrhG der Erwägung, dass „die Aufstellung eines Kunstwerkes an öffentlichen Orten zum Ausdruck bringt, daß damit das Werk der Allgemeinheit gewidmet wird.“ Daraus rechtfertige sich sodann eine „Beschränkung des Urheberrechts in der Weise, daß jedermann das Werk abbilden und die Abbildungen verwerten darf“. Hiermit korrespondiert nach Ansicht des Bundesgerichtshofs der Gedanke, dass der Urheber, der der Aufstellung bzw. Errichtung seines Werkes an einem öffentlichen Ort zustimmt, damit „sein Werk in bestimmtem Umfang der Allgemeinheit [widmet]“.
Dieser Widmungserwägung folgten – wie dargestellt – auch die Begründungen der Vorläufervorschriften bis hinein ins 19. Jahrhundert. Ihr wird von Teilen des Schrifttums entgegengehalten, dass die Panoramafreiheit auch solche Werkstücke erfasse, die ohne Zustimmung des Urhebers bzw. Rechteinhabers in den öffentlichen Raum verbracht werden (siehe hierzu im Einzelnen der Abschnitt „Verhältnis zum Eigentumsrecht und anderen Rechten“); denn liege die Kontrolle über das Werkstück nicht unbedingt beim Urheber, sondern beim Eigentümer, sodass der Eingriff in die Rechte des Urhebers auch nicht auf dessen Willen gestützt werden könne. Diese Autoren befürworten stattdessen tendenziell, die Panoramafreiheit auf das Interesse der Allgemeinheit an einer – unter Berücksichtigung der Interessen des Urhebers – möglichst freien Abbildung des öffentlichen Raums zu stützen.

### Auslegungsmaßstab
Nach der Rechtsprechung des Bundesgerichtshofs ist die Schrankenregelung der Panoramafreiheit grundsätzlich eng auszulegen und einer analogen Anwendung nur in seltenen Ausnahmefällen zugänglich. Anerkannt ist allerdings – für die Schrankenbestimmungen allgemein, aber auch für die Panoramafreiheit im Speziellen –, dass im Einzelfall ein besonders schützenswertes Interesse des Verwerters dazu führen kann, dass bei der Auslegung ein großzügigerer Maßstab anzulegen ist.

### Erfasste Werke

#### Werkarten
§ 59 UrhG kann sich auf Werke beliebiger Art beziehen, solange sie nur mit Mitteln der Malerei oder Grafik, durch Lichtbild oder durch Film wiedergegeben werden können. Die größten Anwendungsbereiche der Ausnahmevorschrift stellen in der Praxis Werke der bildenden Kunst und der Baukunst (§ 2 Abs. 2 Nr. 4) dar. Gängige Beispiele sind Kirchen, Wohngebäude oder Schlösser, Statuen, Brunnen und an Gebäuden angebrachte Fresken. Jedoch sind auch andere Werkarten denkbar. Sprach- oder Musikwerke können sich etwa auf an Gebäuden angebrachten Gedenktafeln oder Grabmälern befinden und – bei Vorliegen der sonstigen Voraussetzungen – Teil des Straßenbildes im Sinne des § 59 UrhG werden. Von der Panoramafreiheit erfasst ist allerdings ausschließlich die Wiedergabe in der konkreten Darstellungsform (also etwa durch Fotografieren der Gedenktafel), nicht hingegen beispielsweise eine mit Schreibmaschine erstellte Abschrift.

#### Kriterium „öffentlich“

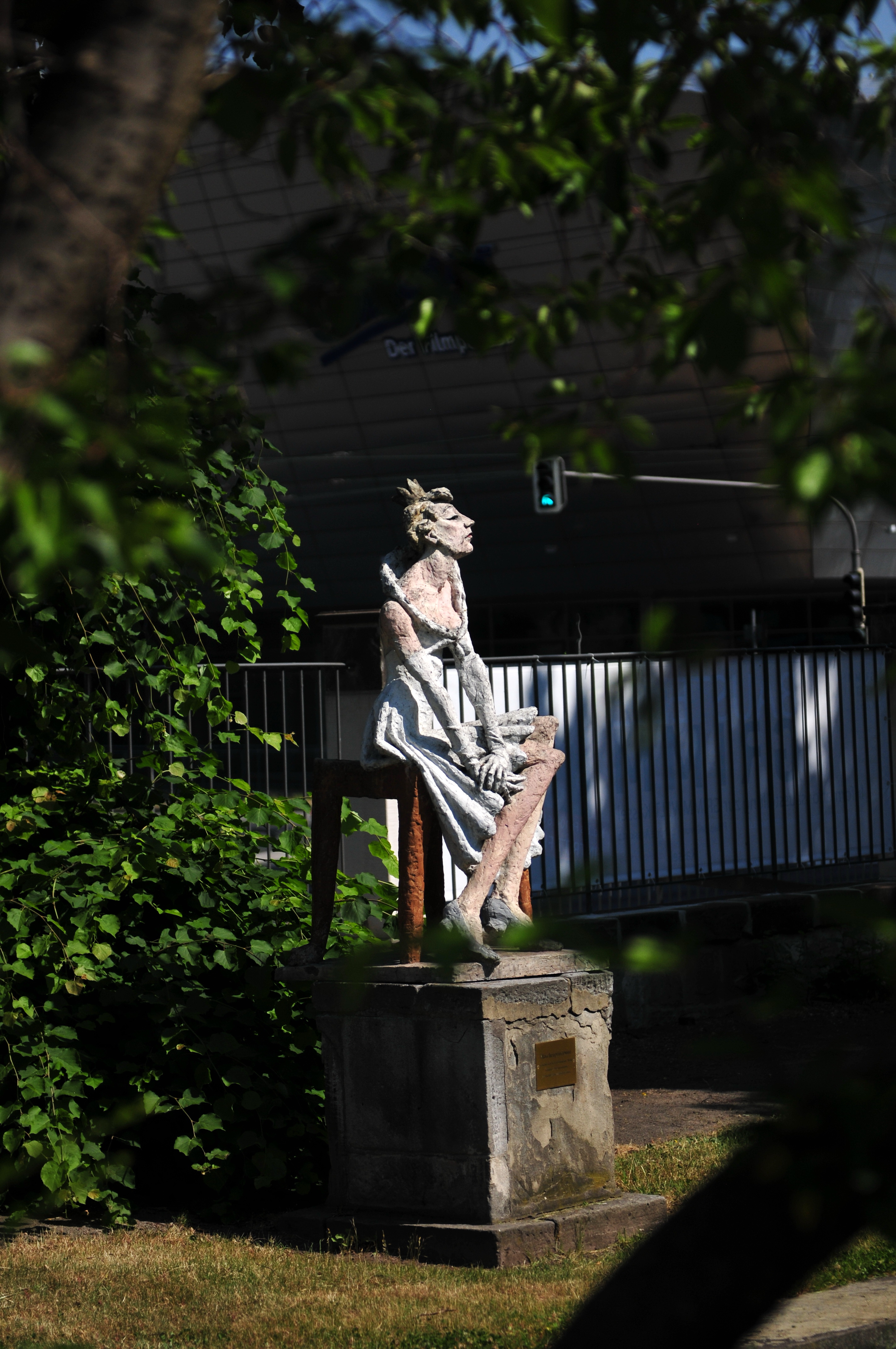
Von der Panoramafreiheit gedeckt: Aufnahme einer Skulptur durch einen Zaun, von öffentlichem Straßenland aus angefertigt.
(„Märchenprinzessin“, gestaltet von Karin Bohrmann-Roth; Gartenanlage des Brüder Grimm-Museums Kassel, Schöne Aussicht 2)

Der Panoramafreiheit unterfällt die Wiedergabe von Werken, wenn diese sich an öffentlichen Wegen, Straßen oder Plätzen befinden. Trotz des Wortlauts ist diese Aufzählung nach jüngerer Rechtsprechung des Bundesgerichtshofs lediglich beispielhaft und nicht abschließend zu verstehen, was sich jedenfalls aus einer richtlinienkonformen Auslegung der Bestimmung ergebe. Danach kommt es nur darauf an, ob sich das Werk an einem „öffentlichen Ort“ befindet. Zu den öffentlichen Orten zählen auch die Hohe See, das Küstenmeer, Seewasserstraßen sowie Seehäfen.
Das Öffentlichkeitskriterium nimmt dabei Bezug darauf, von wo das Werk aufgenommen oder dargestellt wird – nicht entscheidend ist also, ob das Werkstück selbst öffentlich zugänglich ist; es kann sich etwa auch auf unzugänglichem Privatgrund befinden. In der Vergangenheit war zeitweise umstritten, ob die Panoramafreiheit bei einem an öffentlichem Straßenland gelegenen Werk die Abbildung aus beliebigen Blickwinkeln privilegiert oder stattdessen auch nur solche Ansichten umfasst sind, die den Blick von dem öffentlichen Ort aus wiedergeben. Der Bundesgerichtshof entschied diese Frage im Jahr 2003 zugunsten letzterer Position. Von § 59 UrhG erfasst sind demnach ausschließlich solche Aufnahmen und Darstellungen, die von dem öffentlichen Ort aus gemacht worden sind, an dem sich das Werk befindet, und die den Blick von dem öffentlichen Ort aus wiedergeben, wie er sich dem allgemeinen Publikum bietet. In der Praxis kann sich dadurch unter Umständen ein Beweisproblem ergeben. Da nämlich immer derjenige für die Voraussetzungen einer Schrankenregelung darlegungs- und beweispflichtig ist, der sich auf sie beruft, steht etwa ein Fotograf mitunter vor einer nicht unerheblichen Schwierigkeit, wenn seine Abbildung theoretisch sowohl von einem öffentlichen als auch einem nicht-öffentlichen Ort aus hätte angefertigt werden können. Dem begegnet die Rechtsprechung mit einer Beweiserleichterung: Immer dann, wenn die Abbildung das Werk so zeigt, wie es auch von einem öffentlichen Ort aus wahrgenommen werden kann, spricht eine tatsächliche Vermutung dafür, dass die Aufnahme auch tatsächlich von einem solchen Ort aus angefertigt wurde. Der Rechteinhaber an dem abgebildeten Werk muss dann konkrete Umstände vortragen, um diese Vermutung zu erschüttern. Erst wenn ihm dies gelingt, muss der Fotograf doch noch seiner Beweislast nachkommen.
Dem Privileg unzugänglich sind nach der langjährig herrschenden Meinung jedenfalls Perspektiven, die sich erst durch den Einsatz von Hilfsmitteln wie Leitern, Flugzeugen, Helikoptern oder Drohnen oder durch Wegdrücken bzw. Durchbohren von Hecken eröffnen. Desgleichen soll nach vorherrschender Meinung auch für Ansichten gelten, die unter Zuhilfenahme von Ferngläsern oder starken Teleobjektiven entstanden sind. Der Bundesgerichtshof verneinte entsprechend für die Aufnahme eines urheberrechtlich geschützten Gebäudes vom Balkon eines gegenüberliegenden Hauses (zu dem jeder auf Wunsch einen Schlüssel erhielt) die Anwendbarkeit von § 59 UrhG schon deshalb, weil diese „Teile des Gebäudes zeigt, die von dem Weg, der Straße oder dem Platz aus nicht zu sehen sind“. Ob vor diesem Hintergrund eine Kamerainstallation auf dem Dach eines Fahrzeugs, die das Straßenbild aus 2,90 Metern Höhe aufnimmt (Google-Street-View-Fahrzeuge), noch den Blick von der öffentlichen Straße bzw. dem öffentlichen Platz aus wiedergibt und insoweit das Privileg aus § 59 UrhG entstehen lässt, wird in der Literatur kontrovers diskutiert, zumeist aber verneint. Dieser Auffassung schloss sich 2020 das Landgericht Frankfurt am Main nicht mehr an. Es stellte fest, dass es im Licht der europäischen Richtlinie 2001/29/EG (Urheberrechtsrichtlinie) und der weiten Verbreitung von Drohnen auf die Frage des Hilfsmittels und der Ansicht nicht mehr ankommen könne, und unterstellte jedes Bauwerk aus jeder Perspektive und mittels jedes Hilfsmittels der Panoramafreiheit. Wesentlich nach dieser Rechtsprechung auf der Basis von Art. 5 Abs. 3 lit. c) InfoSoc-RL ist die Auffassung, dass europarechtskonform der Luftraum öffentlicher Raum ist. Das OLG Hamm sah dies 2023 anders, Drohnenaufnahmen seien demnach nicht von der Panoramafreiheit gedeckt. Ob diese Einzelfallentscheidung (für Drohnen) deshalb auch Aufnahmen von urheberrechtlich geschützten (Bau-)Werken von Luftfahrzeugen aus (privat oder kommerziell wie Luftbild Aero etc.) unzulässig macht, ist fraglich, denn „der Fotograf muss nicht an öffentlichem Ort stehen“, das (Bau-)Werk schon. Das LG Frankfurt hat den öffentlichen Luftraum als „öffentlichen Weg“ eingestuft, da die Benutzung des Luftraums nach § 1 Abs. 1 LuftVG durch Luftfahrzeuge grundsätzlich frei ist. Es stelle eine Ungleichbehandlung dar, wenn die Panoramafreiheit auf einem Gewässer greifen würde, in der Luft dagegen nicht. Eine solche Einschränkung sehe auch die Richtlinie nicht vor. Im Oktober 2024 entschied der Bundesgerichtshof (Aktenzeichen I ZR 67/23), dass Drohnenaufnahmen von Kunstwerken nicht von der Panoramafreiheit gedeckt sind, da sie dann nicht von Orten aus gemacht werden, die für die Allgemeinheit zugänglich sind, und sie damit das Kunstwerk nicht als „Teil des von der Allgemeinheit wahrnehmbaren Straßen- oder Landschaftsbildes“ zeigen.
Der Begriff der „öffentlichen“ Wege, Straßen und Plätze ist nicht öffentlichkeitsrechtlich zu verstehen, sondern zielt auf den tatsächlichen Zugang für die Allgemeinheit. Die allgemeine Literaturmeinung fordert dazu eine Widmung zum Gemeingebrauch, die auch dann vorliegen kann, wenn die Straße oder der Platz im Privateigentum steht. Die erforderliche Widmung liegt nach der wohl herrschenden Meinung nicht vor, wenn Privatgelände durch Kontrollen oder gar die Erhebung von Eintrittsgeld vor dem ungehinderten Zutritt geschützt wird. Dass die Straße oder der Platz zeitweilig, insbesondere über Nacht geschlossen wird, steht ihrer Widmung zum Gemeingebrauch und insoweit der Anwendbarkeit von § 59 UrhG nach allgemeiner Meinung jedoch noch nicht entgegen. Illustrativ verweist die Literatur hierfür regelmäßig auf das Beispiel eines Friedhofs, dessen Tore in den Abendstunden verschlossen werden.
Nicht von der Schrankenbestimmung erfasst sind nach einhelliger Auffassung des Schrifttums Aufnahmen und Darstellungen von Werken in Innenräumen auch von öffentlichen Gebäuden wie Museen, öffentlichen Sammlungen, Kirchen oder Behörden. Dies entspricht der ausdrücklichen Erwägung in der amtlichen Begründung, wonach die „in öffentlichen Museen dauernd ausgestellten Kunstwerke“ nicht privilegiert werden sollten, weil diese „nicht in dem gleichen Maße der Allgemeinheit gewidmet [werden] wie die Werke, die an öffentlichen Plätzen aufgestellt sind.“ (Für die Darstellung der Innenräume selbst ist im Übrigen ferner § 59 Abs. 1, S. 2 UrhG zu beachten.) Das Oberlandesgericht Köln verneinte vor diesem Hintergrund die Anwendbarkeit der Panoramafreiheit auf die Darstellung eines Kunstwerks im Plenarsaal des Deutschen Bundestags in Bonn. Strittig ist die Bewertung von Aufnahmen in Örtlichkeiten wie Bahnhofs- oder Flughafenhallen und U-Bahn-Haltestellen; diejenigen Kommentatoren, die diese von der Panoramafreiheit ausschließen wollen, stellen im Wesentlichen darauf ab, dass solche Örtlichkeiten nicht in gleicher Art der Öffentlichkeit gewidmet seien. Gleichfalls umstritten ist die Anwendung von § 59 UrhG auf öffentlich zugängliche Atrien und Passagen. Nicht erforderlich ist nach der Rechtsprechung des Bundesgerichtshofs, dass ein Werk sich an ein und demselben Ort befindet, das heißt ortsfest ist. Es kann sich auch nacheinander an verschiedenen öffentlichen Orten befinden, wie dies zum Beispiel bei einem urheberrechtlich geschützten Fahrzeug oder einem an einem Schiff angebrachten Kunstwerk der Fall sein kann. Dies soll nach Auffassung des Bundesgerichtshofs auch für geschützte Werbedarstellungen auf Straßenbahnen, Omnibussen oder auch Lastkraftwagen gelten, da diese bestimmungsgemäß im öffentlichen Straßenverkehr eingesetzt werden.
Eine analoge Anwendung von § 59 UrhG auf Werke, die im Internet öffentlich zugänglich gemacht werden und die sich damit gewissermaßen in der „virtuellen Öffentlichkeit“ befinden, scheidet aus.

#### Kriterium „bleibend“

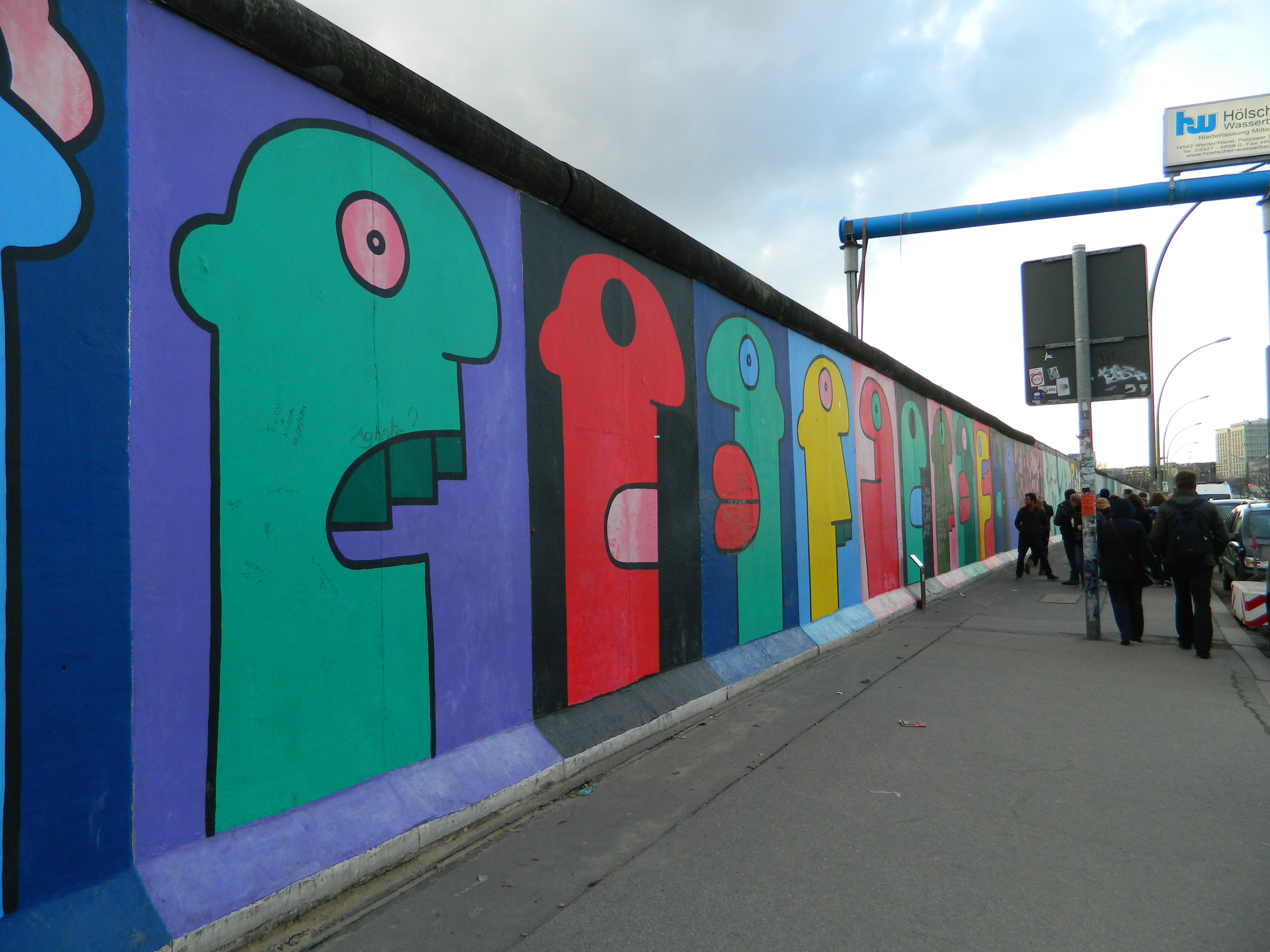
Bleibend: Wandbilder auf einem Mauerstück der East Side Gallery
(„Hommage an die junge Generation“, gestaltet von Thierry Noir)

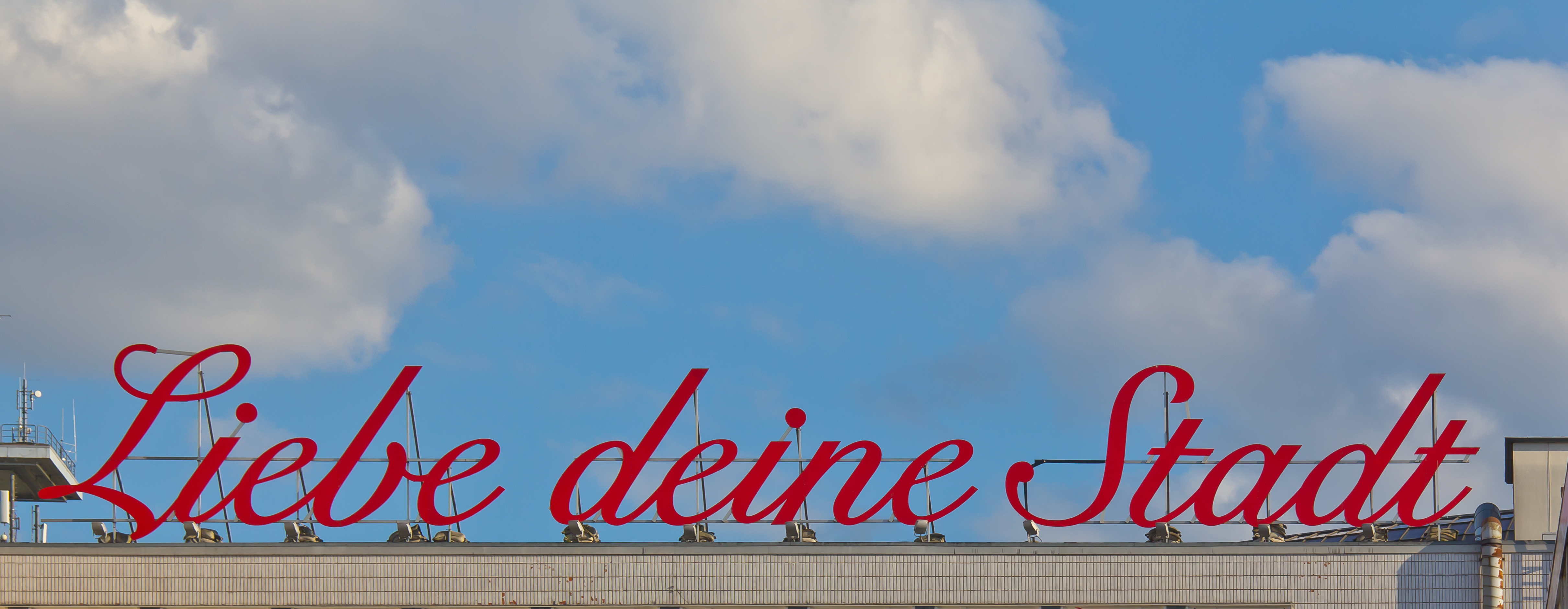
Bleibend: Installation von Merlin Bauer auf dem Dach eines Geschäftshauses in Köln, Nord-Süd-Fahrt

Erforderlich für die Privilegierung nach § 59 UrhG ist ferner, dass sich das Werk bleibend an einem öffentlichen Weg, einer öffentlichen Straße bzw. einem öffentlichen Platz befindet. In seiner Entscheidung Verhüllter Reichstag hat der Bundesgerichtshof dieses Kriterium dahingehend interpretiert, dass es darauf ankomme, ob die mit Zustimmung des Berechtigten erfolgte Aufstellung oder Errichtung des geschützten Werks an einem öffentlichen Ort der Werkpräsentation im Sinne einer Ausstellung dient oder nicht. Damit schloss er sich nicht uneingeschränkt der bis anhin überwiegend vertretenen Auffassung in der Literatur an, wonach auf die Widmung durch den Verfügungsberechtigten (also dessen Willen, das Werk dauerhaft statt nur vorübergehend im öffentlichen Bereich aufzustellen) abzustellen sei, da es bei alleiniger Berücksichtigung der subjektiven Bestimmung des Berechtigten dieser in der Hand hätte, sich durch eine entsprechende Absichtserklärung vor der nach § 59 UrhG privilegierten Nutzung seines Werkes zu schützen. Als „Werkpräsentation im Sinne einer Ausstellung“ will der Bundesgerichtshof keine Dauerausstellung, sondern eine zeitlich befristete Ausstellung verstanden wissen, deren Dauer „üblicherweise in Wochen und Monaten, nicht dagegen in Jahren bemessen“ wird. In einer neueren Entscheidung aus dem Jahr 2017 sah der Bundesgerichtshof den bleibenden Charakter dann als erfüllt an, wenn das Werk „aus Sicht der Allgemeinheit dazu bestimmt ist, für längere, meist unbestimmte Zeit an dem öffentlichen Ort zu bleiben“.

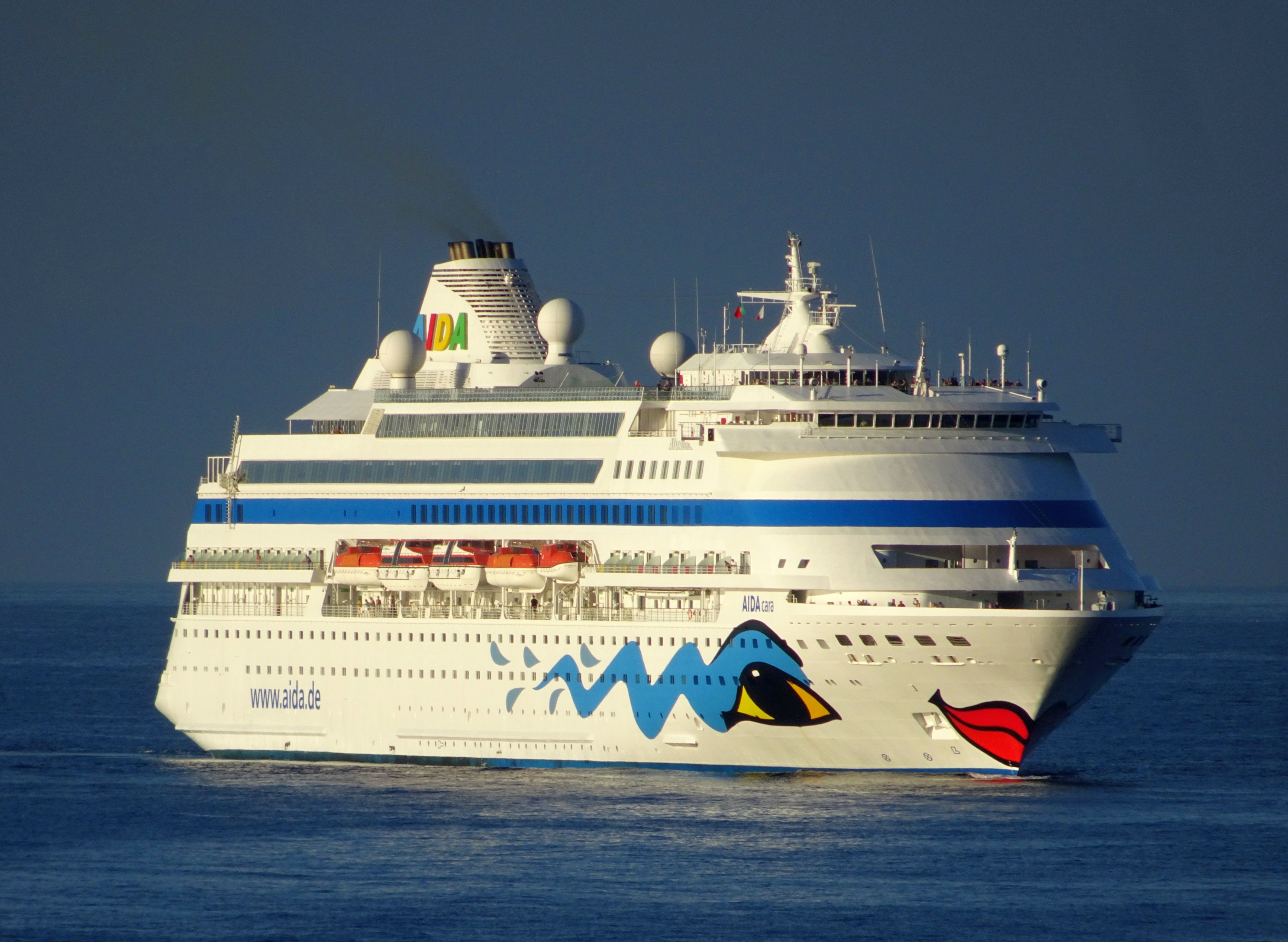
An einem öffentlichen Ort und bleibend: geschütztes Kunstwerk („Kussmund“) am Bug und an den Bordwänden eines AIDA-Kreuzfahrtschiffs
(gestaltet von Feliks Büttner; aufgenommen beim Einlauf in Funchal, Madeira)

Als bleibend wurden in der Rechtsprechung des Bundesgerichtshofs etwa Kunstwerke auf einem Teilstück der Berliner Mauer gewertet, die sich dort „für die Dauer ihres Bestehens“ befinden (East Side Gallery). Ebenfalls „bleibend“ an einem öffentlichen Ort befindet sich ein auf einem Kreuzfahrtschiff aufgebrachtes Kunstwerk (siehe Abbildung), weil es sich mit dem Schiff bestimmungsgemäß für längere Dauer an (verschiedenen) öffentlichen Orten befindet. Auch ein seit fünf Jahren an demselben öffentlichen Ort auf einem Hochhausdach installiertes Kunstwerk (siehe Abbildung) befindet sich nach Auffassung des Oberlandesgerichts Köln jedenfalls bleibend dort, sodass Aufnahmen von der Straße aus genehmigungsfrei verwertet werden können. Eben selbiges gilt nach Ansicht des Landgerichts Frankenthal auch für ein als „work in progress“ konzipiertes, über mehrere Jahre hinweg in einem Park aufgestelltes Werk, woran sich wegen des Kriteriums des objektiv erkennbaren Aufstellungszwecks auch dadurch nichts ändert, dass es kurz vor der mündlichen Verhandlung demontiert wird.
Die Literatur will einen bleibenden Charakter zumindest in solchen Fällen bejahen, in denen ein Werk an einem Ort für die Dauer seiner natürlichen (materialbedingten) Existenz verbleibt. Der Panoramafreiheit zugänglich sind somit nach der ganz herrschenden Meinung auch Werke mit kurzer natürlicher (konsistenzbedingter) Lebensdauer, wie etwa Schneeskulpturen und Pflastermalereien, die schon bald schmelzen bzw. sich im Regen auflösen. Die herrschende Meinung subsumiert darunter auch den Bereich der aufgedrängten Kunst (Graffiti) an Hauswänden oder Ähnlichem, die zwar oft bereits nach kurzer Zeit wieder übermalt wird, der aber nichtsdestoweniger eine zeitlich beschränkte Zwecksetzung abgeht, weil sie gewissermaßen ihrem Schicksal überlassen wird. Die andere Fallkategorie bilden Werke, deren Aufstellungsdauer unter der natürlichen Lebensdauer liegt. Im Grenzbereich liegen etwa Feuerwerke, die von der Kommentarliteratur entweder als (nicht bleibende) bewusst kurz gestaltete Präsentationen gewertet werden oder als (bleibende) Werkpräsentation, deren kurze Dauer schlicht den Materialeigenschaften der Feuerwerkskörper geschuldet ist. Gleichfalls umstritten ist die Einordnung von Plakaten und Spruchbändern an Litfaßsäulen. Für Werke, die hinter Schaufenstern und in Schaukästen ausgestellt werden, wird die Anwendbarkeit der Panoramafreiheit einhellig abgelehnt. Sind die Plakate bzw. Werke in Schaufenstern und -kästen für die Aufnahme bzw. Darstellung im Verhältnis zum Hauptgegenstand der Aufnahme bzw. Darstellung ohne Bedeutung und beliebig austauschbar, so kommt auch eine Nutzung als unwesentliches Beiwerk (§ 57 UrhG) in Betracht.
Abgrenzungsschwierigkeiten ergeben sich, wenn Werke von vornherein nur temporär im öffentlichen Raum aufgestellt bzw. errichtet werden und ihre künstlerische Wirkung maßgeblich aus dem Zusammenspiel mit der Umgebung resultiert. Aus Anlass des von Christo und Jeanne-Claude verhüllten Reichstags entschied der Bundesgerichtshof, dass es jedenfalls nicht darauf ankommen kann, ob das Kunstwerk nach seiner Deinstallation untergeht oder fortbesteht, weil dies eine unzulässige Unterscheidung nach der Art des Kunstwerkes zur Folge hätte. So befand sich die aus Gewebebahnen bestehende Verhüllung zwar für die gesamte Dauer ihres Bestehens als Kunstwerk an einem öffentlichen Platz, dennoch war sie dort nach Ansicht des Bundesgerichtshofs nicht bleibend befindlich, weil das Werk in der Art einer Ausstellung präsentiert wurde.
Abzustellen ist in jedem Fall auf die Situation zum Zeitpunkt der Anfertigung der Aufnahme bzw. Darstellung; falls das Werkstück doch zu irgendeinem Zeitpunkt nachträglich entfernt und beispielsweise in ein Museum verbracht wird, so berührt dies nicht die Zulässigkeit der Verwertung zuvor rechtmäßig hergestellter Werkwiedergaben.

### Privilegierte Nutzungen

#### Vervielfältigung, Verbreitung und öffentliche Wiedergabe
§ 59 UrhG erlaubt die Vervielfältigung, Verbreitung und öffentliche Wiedergabe mit Mitteln der Malerei oder Graphik, durch Lichtbild oder durch Film.
Vervielfältigung, Verbreitung und öffentliche Wiedergabe bezeichnen unterschiedliche Verwertungsarten, wobei die ersten beiden Formen der körperlichen Verwertung und die „öffentliche Wiedergabe“ der Oberbegriff für alle unkörperlichen Verwertungsarten ist. Ein Denkmal wird beispielsweise vervielfältigt (§ 16 UrhG), wenn man es nachbaut, aber auch wenn man ein Foto davon anfertigt und dieses elektronisch speichert oder ausdruckt. Eine Verbreitung (§ 17 UrhG) wiederum erfolgt zum Beispiel, wenn man ein Gebäude fotografiert, auf eine Postkarte druckt (Vervielfältigung) und das so entstandene Vervielfältigungsstück im Anschluss öffentlich zum Verkauf anbietet. Um eine öffentliche Wiedergabe (§ 15 Abs. 2 UrhG) handelt es sich schließlich beispielsweise dann, wenn das Foto eines der Panoramafreiheit unterfallenden Kunstwerkes durch die Einstellung ins Internet öffentlich zugänglich gemacht (§ 19a UrhG) oder im Rahmen einer öffentlichen Veranstaltung mit einem Beamer an die Wand geworfen und auf diese Weise vorgeführt (§ 19 Abs. 4 UrhG) wird.
Privilegiert sind in allen Fällen – schon nach dem ausdrücklichen Wortlaut der amtlichen Begründung – auch Nutzungen zu gewerblichen Zwecken. Dabei entsteht auch keine Vergütungspflicht.
Aus der Aufzählung der zulässigen Verwertungsarten wird allgemein der Schluss gezogen, dass ausschließlich die Verwertung in zweidimensionaler – nicht hingegen in plastischer – Form von § 59 UrhG gedeckt ist. Eine Vervielfältigung in dreidimensionaler Form ist danach auch dann nicht zulässig, wenn das Werk als verkleinertes Modell oder aus anderen Materialien nachgebildet wird. Das Erfordernis der Zweidimensionalität steht daher grundsätzlich auch der Vervielfältigung durch sogenannten 3D-Druck entgegen. Eine nicht mehr erfasste Vervielfältigung in dreidimensionaler Form wird im Schrifttum auch bei der Anfertigung bloß virtueller dreidimensionaler Modellrepräsentationen – etwa in Gestalt virtueller Modelle von Skulpturen oder als Teil einer virtuellen Realität – angenommen. Grundsätzlich keine Vervielfältigung in dreidimensionaler Form liegt nach der Rechtsprechung des Bundesgerichtshofs hingegen vor, wenn ein Werk unter Rückgriff auf die Panoramafreiheit durch Lichtbild fotografiert und anschließend das Lichtbild auf einen dreidimensionalen Träger aufgeklebt wird, weil dadurch der Lichtbildcharakter erhalten bleibt (im Streitfall: Aufkleben des Lichtbilds einer bemalten Mauer auf der Frontseite eines Architekturmodells der Mauer). (Die Aufbringung auf Bauwerken wird allerdings durch § 59 Abs. 2 UrhG eingeschränkt, siehe unten.) Dies ändert sich erst dann, wenn „zwischen der Fotografie und dem dreidimensionalen Träger nicht nur eine rein äußerliche, physische Verbindung geschaffen wird, sondern darüber hinaus eine innere, künstlerische Verbindung entsteht, so dass die Fotografie nicht lediglich von einem dreidimensionalen Objekt getragen wird, sondern mit diesem zu einem einheitlichen Werk verschmilzt“ (Beispiel: einzelnes Abfotografieren der sechs Seiten eines kunstvoll gestalteten Würfels im öffentlichen Raum und anschließendes Aufbringen dieser sechs Fotografien auf einem Modell des Würfels).
Teilweise wird der Standpunkt vertreten, dass Live-Sendungen nicht von der Schrankenregelung des § 59 UrhG gedeckt sind, weil sich das eingeräumte Recht zur öffentlichen Wiedergabe nicht auf das Original, sondern – analog zum überstehenden Beispiel – auf Vervielfältigungsstücke bezieht, die durch die in § 59 Abs. 1, S. 1 UrhG genannten Mittel zulässigerweise entstanden sind. Diese Ansicht ist in der Literatur allerdings umstritten. Auch die Nutzung einer unter den Voraussetzungen des § 59 UrhG angefertigten Fotografie im Internet ist von der Schranke erfasst. Nach allgemeiner Ansicht umfasst die Vervielfältigung, Verbreitung und öffentliche Wiedergabe durch „Lichtbild“ (§ 72 UrhG) auch diejenige durch Lichtbildwerk; „Film“ ist zudem als Oberbegriff zu Filmwerk und (einfachem) Laufbild zu verstehen.

#### Einschränkung bei Bauwerken (Abs. 1, S. 2)
Bei Gebäuden ist prinzipiell nur die Außenansicht von § 59 UrhG gedeckt (§ 59 Abs. 1, S. 2). Die Privilegierung bezieht sich deshalb stets nur auf diejenigen Teile des Gebäudes, die von der Straße oder dem Platz aus zu sehen sind, nicht hingegen auf die Rückseite oder den Innenhof von Gebäuden (oder gar deren Innenräume), welche lediglich mit ihrer Fassade an einer öffentlichen Straße oder einem öffentlichen Platz stehen. Teile der Innenarchitektur etwa dürfen damit selbst dann nicht fotografisch vervielfältigt und anschließend verbreitet werden, wenn sie von der Straße aus sichtbar sind.

#### Keine Vervielfältigung an einem Bauwerk (Abs. 2)
Ausdrücklich nicht erlaubt ist die Vervielfältigung des Werkes „an einem Bauwerk“. Ein geschütztes Denkmal auf dem Marktplatz darf also beispielsweise nicht in Wandgemälden oder Stuckverzierungen an Gebäuden dargestellt werden. Die dahinterstehende Überlegung besteht darin, dass es nicht Sinn und Zweck der Straßenbildfreiheit ist, dass eine Vervielfältigung der ursprünglichen Werkfunktion entsprechend verwendet wird, ohne den Urheber dafür zu vergüten. Soweit sich die Literatur dazu äußert, wird vielfach eine Auslegung dahingehend befürwortet, dass nur die Außenseite des Bauwerks gemeint ist. Damit wäre zwar einerseits etwa die Übernahme eines Freskos über dem Hauseingang unzulässig, andererseits aber seine Kopie an der Wand im Treppenhaus eines Gebäudes erlaubt.

#### Pflicht zur Quellenangabe (§ 63 UrhG)
Nach § 63 UrhG gilt bei der Vervielfältigung und der öffentlichen Wiedergabe im Rahmen der Panoramafreiheit eine Pflicht zur Quellenangabe, wobei der Gesetzgeber bei der öffentlichen Wiedergabe eine solche anders als bei der Vervielfältigung nur fordert, „wenn und soweit die Verkehrssitte es erfordert“ (§ 63 Abs. 2 UrhG). Bei einer Nutzung betroffener Bilder im Internet wird die Verkehrssitte typischerweise nicht von derjenigen im Printbereich abweichen, sodass auch dort eine Quellenpflicht besteht. Das Landgericht Frankfurt untersagte in einem Verfügungsbeschluss aus dem Jahr 2018 die Nutzung einer grundsätzlich auf die Panoramafreiheit stützbaren Aufnahme eines Kunstwerks in einem Fernsehfilm, sofern der Urheber des Kunstwerks nicht angegeben wird.
Die Quellenangabe umfasst in jedem Fall die Bezeichnung des Urhebers (§ 13 UrhG), und zwar grundsätzlich durch Angabe des vollen Namens. Wenn der Urheber an/auf dem Werkstück aber selbst ein Pseudonym oder einen Künstlernamen angebracht hat, so ist dieses bzw. dieser anzugeben. Grundsätzlich gehört zu einer Quellenangabe nach § 63 UrhG nach verbreiteter Ansicht zwar auch der Titel des Werkes oder eine andere dieses identifizierende Bezeichnung, sofern eine solche an/auf dem vervielfältigten Werkstück angegeben bzw. angebracht ist; dies wird im Kontext von § 59 UrhG aber zumeist im Fall freistehender Werke der bildenden Künste für entbehrlich gehalten und nur in anderen Fällen, etwa bei architektonischen Werken, gefordert. Wie weit die Recherchepflicht des Werknutzers bezüglich des Urhebernamens geht, wird unterschiedlich beurteilt. Der wohl überwiegende Teil der Literatur fordert etwa bei unsignierten Werken der bildenden Künste, dass der Verwerter den Urheber nach den Grundsätzen von Treu und Glauben in Erfahrung zu bringen sucht; scheitert dies und ist der Urheber dem Nutzer auch nicht anderweitig bekannt, so greift bei der körperlichen Verwertung § 63 Abs. 1, S. 4 UrhG, sodass die Pflicht zur Quellenangabe entfällt.

#### Änderungsverbot (§ 62 UrhG)

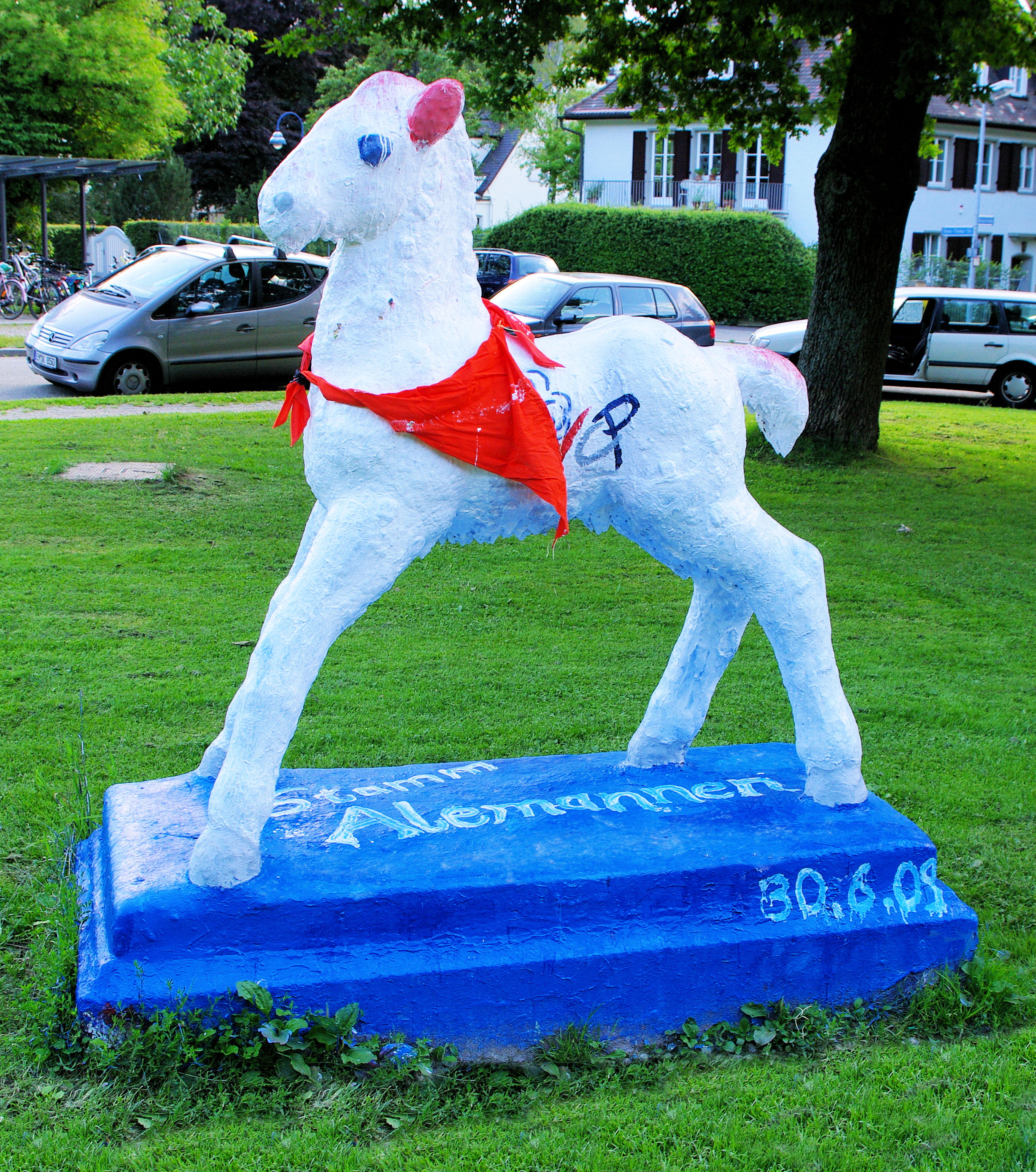
Das Holbeinpferd im Juli 2009 …
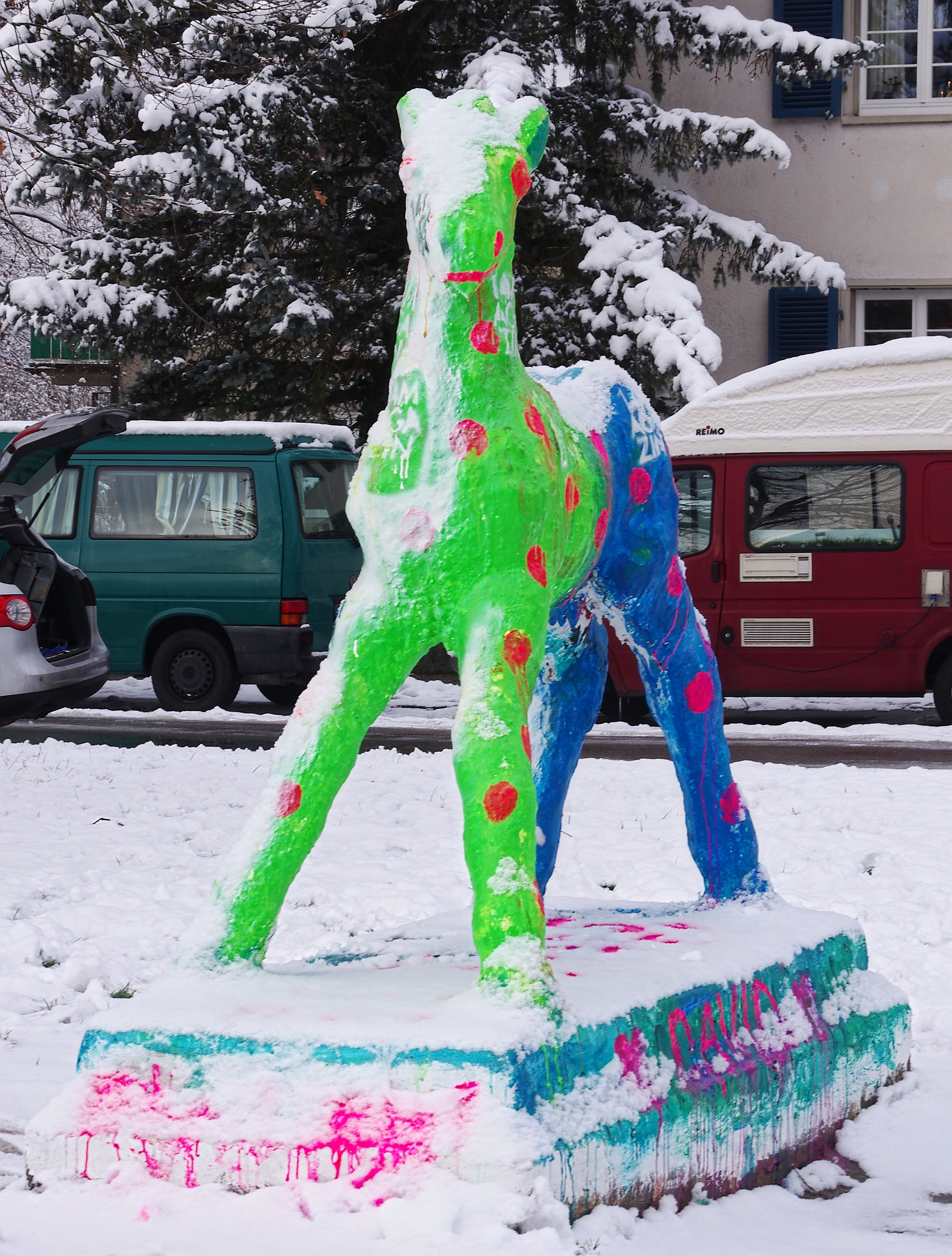
… im November 2010 …
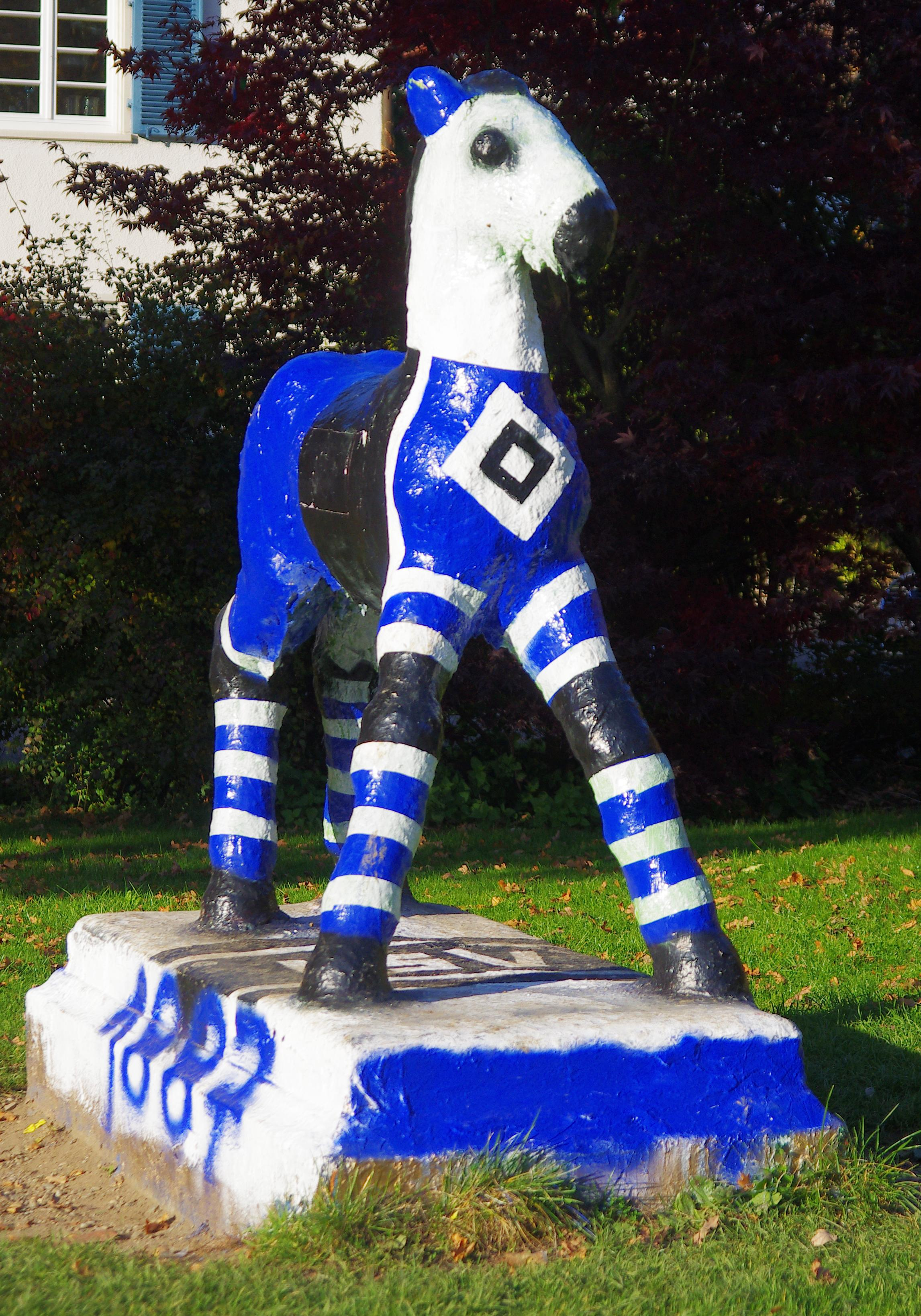
… im November 2011 …
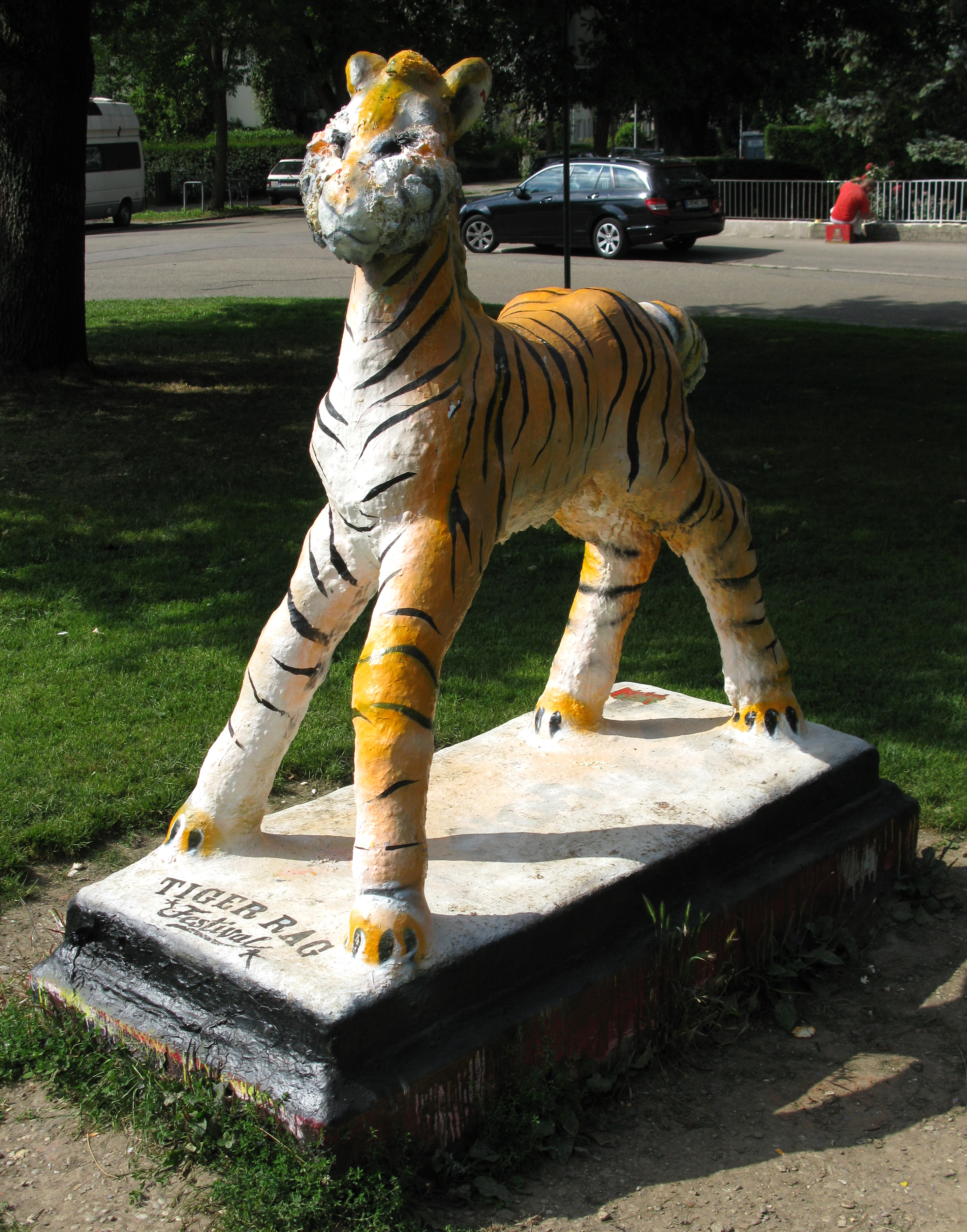
… und im September 2013.

§ 62 UrhG verbietet die Vornahme von Änderungen an dem im Rahmen der Panoramafreiheit benutzten Werk (Abs. 1). Hinsichtlich der Zulässigkeit von Änderungen ist eine Interessenabwägung vorzunehmen (vgl. auch § 39 Abs. 2 UrhG). Bei Werken der bildenden Künste und Lichtbildwerken sind auch Übertragungen des Werkes in eine andere Größe und solche Änderungen zulässig, die das für die Vervielfältigung angewendete Verfahren mit sich bringt (§ 62 Abs. 3 UrhG). Diese Ausnahme erstreckt sich im Zusammenhang mit § 59 UrhG sinngemäß auch auf Bauwerke. Erlaubt ist vor diesem Hintergrund beispielsweise das Fotografieren eines der Privilegierung des § 59 UrhG zugänglichen Denkmals und der anschließende maßstabsgetreue Abdruck in einer Zeitung, auch wenn das Denkmal dort naturgemäß nicht in Originalgröße erscheint.
Durch die Vervielfältigung von Teilen eines Werkes wird das Änderungsverbot nach überwiegender und inzwischen höchstrichterlich geteilter Auffassung nicht verletzt. Der Bundesgerichtshof sah es deshalb etwa als zulässig an, die Fotografie eines auf einer Mauer angebrachten Wandbilds so zu beschneiden, dass keinerlei Umgebungskontext (Mauerkrone und unterer Absatz der Mauer) mehr ersichtlich war, und die derart beschnittene Fotografie im Anschluss zu vervielfältigen. Dies gilt auch dann, wenn wesentliche Teile des Werkes nicht vervielfältigt werden oder eine Vervielfältigung des gesamten Werkes ohne Weiteres möglich gewesen wäre.
Wer von der Straße aus den auf einem Hochhausdach bleibend angebrachten, künstlerisch gestalteten Schriftzug „Liebe deine Stadt“ fotografiert, darf das entstandene Foto zwar unter Berufung auf die Panoramafreiheit vervielfältigen und verbreiten; der Verbreitung einer digital veränderten Version des Bildes, auf der die Farbe des Schriftzuges oder des Himmels verändert wird, steht jedoch das Änderungsverbot des § 62 UrhG entgegen. Gleichfalls gegen § 62 UrhG verstößt, wer eine Pferdeskulptur fotografiert und das entstandene Digitalfoto vor der Verbreitung fototechnisch derart bearbeitet, dass das Pferd nunmehr in leuchtend roter Bemalung und mit Nikolaus-Mütze und -Stiefeln bekleidet erscheint. Entstellungen sind auch bereits nach § 14 UrhG gesondert verboten. Im Streitfall trat hinzu, dass die abgebildete Plastik – das Freiburger Holbeinpferd des Bildhauers Werner Gürtner – ihrerseits wiederholt ohne Genehmigung des Rechteinhabers von Unbekannten bemalt, mit Schriftzügen versehen, mit Verpackungsmaterial umhüllt oder in sonstiger Weise verändert wurde. Nach der Auffassung des Landgerichts Mannheim ist ein Fotografieren der Skulptur und anschließendes Verwerten der Fotografie in diesem Zustand zulässig, solange nur der Fotograf nicht noch (zusätzlich) selbst verändernd einwirkt. Diese Ansicht ist in der Literatur indes vielfach auf Ablehnung gestoßen, weil sich die Unzulässigkeit zwar nicht aus dem auf Änderungen Dritter nicht anwendbaren § 62 UrhG, sehr wohl aber aus dem Entstellverbot des § 14 UrhG ergebe.

### Verhältnis zum europäischen Recht
§ 59 UrhG ist angesichts der Regelung in Art. 5 Abs. 3 lit. h der InfoSoc-Richtlinie (siehe dazu den Abschnitt „Unions- und Konventionsrecht“) richtlinienkonform auszulegen. Nach der Rechtsprechung des Bundesgerichtshofs genügt die Vorschrift grundsätzlich den unionsrechtlichen Anforderungen. In Einzelfällen mit besonderer Eingriffsintensität werden teilweise auch aus deutscher Perspektive Bedenken in Hinblick auf den Drei-Stufen-Test angemeldet. Vogel hält zum Beispiel Fälle für denkbar, in denen Nutzungen am Drei-Stufen-Test scheitern, weil etwa ein Werk der bildenden Kunst Hauptgegenstand einer Abbildung ist. Chirco verortet Bedenken eher im Bereich vergänglicher Werke („Aktions- bzw. Environmentkunst“), weil der Urheber diese gar nicht unmittelbar, sondern lediglich mittels Vervielfältigungsstücken finanziell verwerten kann, sodass eine vergütungsfreie Nutzung über § 59 UrhG mitunter die normale Werkverwertung beeinträchtigt (2. Stufe des Drei-Stufen-Tests).

### Verhältnis zum Eigentumsrecht und anderen Rechten
Sach- und Grundstückseigentum. Grundsätzlich unterscheidet sich der Schutzgegenstand des Sacheigentums von dem des Urheberrechts insoweit fundamental, als dieses den in einem Werk zum Ausdruck kommenden geistigen Gehalt schützt, während jenes das Recht gewährt, mit einer Sache – in den Grenzen des Gesetzes und vorbehaltlich von Rechten Dritter – nach Belieben zu verfahren und andere von jeder Einwirkung auszuschließen. Davon ausgehend ist argumentiert worden, ein Fotograf, der ein urheberrechtlich geschütztes Gebäude fotografiert, beeinträchtige damit den Eigentümer des Hauses in seinem Eigentumsrecht (§ 1004 BGB), und zwar auch dann, wenn sich der Fotograf urheberrechtlich auf die Panoramafreiheit stützen kann. Dem trat der Bundesgerichtshof 1989 in seiner Friesenhaus-Entscheidung mit dem Argument entgegen, es fehle an einer tatsächlichen Einwirkung auf das Eigentum, weil der Fotografiervorgang keinerlei Auswirkungen auf die Nutzung der Sache selbst habe. Wenngleich der Bundesgerichtshof in Anknüpfung an seine Schloss-Tegel-Entscheidung aus dem Jahr 1974 in – viel kritisierter – aktueller Rechtsprechung das Eigentumsrecht des Grundstückseigentümers verletzt sieht, wenn der Fotograf dessen Grundstück betritt, um Abbilder insbesondere von Gebäuden und Gärten anzufertigen, die sich darauf befinden, und diese Abbilder sodann ungenehmigt zu verwerten, so hält er nach wie vor daran fest, dass das Eigentumsrecht immer dann zurückstehen muss, wenn ein Gebäude oder ein Garten unter Berufung auf die Panoramafreiheit von einem öffentlichen Platz bzw. einer öffentlichen Straße aus fotografiert wird. Entsprechende Aufnahmen können demnach ohne Rücksicht auf das Eigentumsrecht im erlaubten Rahmen des § 59 UrhG angefertigt und genutzt werden.
Ausstellungsrecht. Ein anderer Problemkreis betrifft das Sacheigentum an unveröffentlichten Kunstwerken. Mit dem Erwerb eines unveröffentlichten Werkes der bildenden Künste oder Lichtbildwerks erwirbt der neue Eigentümer nämlich, sofern von den Parteien nichts anderes vereinbart wird, auch das Ausstellungsrecht an dem jeweiligen Werk (§ 44 Abs. 2 UrhG). Davon ausgehend spricht scheinbar nichts dagegen, dass der Eigentümer eines solchen Originalstücks dieses in einer solchen Weise im öffentlichen Raum platziert, dass es von Dritten unter Rückgriff auf die Panoramafreiheit abgebildet werden kann. Ein Teil der Literatur hält dies für zu weitgehend und vertritt eine engere Interpretation dahingehend, dass das Recht zur bleibenden Aufstellung im Sinne der Panoramafreiheit beim Urheber verbleibt und eigens eingeräumt werden muss, falls die öffentliche Ausstellung nicht selbst – wie etwa bei Fassadenkunst an einem öffentlichen Bauwerk – Gegenstand der Eigentumsüberlassung ist.
Recht am eigenen Bild. Die Panoramafreiheit an sich bezieht sich nur auf das Urheberrecht. Sind beispielsweise auch Personen in einem Film zu erkennen, dessen Urheber sich bei seiner Wiedergabe des Aufnahmegegenstandes ansonsten auf die Panoramafreiheit stützen kann, so bedarf es zur Verwertung nichtsdestoweniger der Einwilligung der Abgebildeten (§ 22 Kunsturhebergesetz [KUG]). Das zugrunde liegende Recht am eigenen Bild kennt eine „Panorama“-Ausnahme nur in den Grenzen der Beiwerksregelung des § 23 Abs. 1 Fall 2 KUG, wonach die Nutzung von Bildern, auf denen die Personen lediglich als Beiwerk neben einer Landschaft oder sonstigen Örtlichkeit erscheinen, nicht einwilligungspflichtig ist. Siehe hierzu den Artikel „Beiwerk“.
Designschutz. Da die Rechtsprechung davon ausgeht, dass auch die bloße Abbildung eines eingetragenen Designs in einer Publikation zu den designrechtlichen Benutzungshandlungen (§ 38 Abs. 1 Designgesetz) zählt, kann sich die Frage stellen, ob aus dem Designrecht gegen die Verwertung eines der urheberrechtlichen Panoramafreiheit unterliegenden Motivs vorgegangen werden kann, das ein eingetragenes Design zeigt. Denn das Designrecht kennt keine mit der Panoramafreiheit vergleichbare Schrankenregelung. Teilweise wird befürwortet, die Panoramafreiheit analog auch auf Designs anzuwenden. Dagegen werden jedoch europarechtliche Bedenken vorgebracht.
Schutz des Lichtbild(werk)s. Die Panoramafreiheit lässt den urheberrechtlichen Schutz einer unter Berufung auf sie angefertigten Fotografie unberührt; dass sich ein Fotograf für seine Aufnahme eines Kunstwerks und deren anschließende Verwertung auf die Panoramafreiheit stützt, beeinträchtigt also nicht dessen Urheber- bzw. Leistungsschutz an der Fotografie.

### Rechtspolitische Diskussion
Schricker et al. konstatieren einen Bedarf zur Ausweitung der Privilegierung auf die Verwertung mittels Multimediawerken (etwa in Form dreidimensionaler Bewegtanimationen des freien Straßenbildes). In ähnlicher Weise will auch Poeppel Rechtsunsicherheiten im digitalen Umfeld verringern; statt wie Schricker et al. die Liste der einzelnen privilegierten Verwertungstechniken zu verlängern, schlägt er allerdings vor, § 59 UrhG durch Umformulierung zu flexibilisieren. Nach seinem Änderungsvorschlag soll § 59 UrhG statt wie bisher zu erlauben, „Werke, die sich bleibend an öffentlichen Wegen, Straßen oder Plätzen befinden, mit Mitteln der Malerei oder Graphik, durch Lichtbild oder durch Film zu vervielfältigen, zu verbreiten und öffentlich wiederzugeben“ neu die „Herstellung, Vervielfältigung, Verbreitung und öffentliche Wiedergabe von Abbildungen von Werken, die sich bleibend an öffentlichen Wegen, Straßen oder Plätzen befinden“ (eigene Hervorhebung) gestatten; damit wären der digitalen Verwertung solcher Abbildungen erst gar keine zusätzliche Schranken gesetzt.
Teilweise wird in der Literatur angeregt, die Panoramafreiheit für die gewerbliche Nutzung vergütungspflichtig zu gestalten. So weisen etwa Dreier/Spiecker gen. Döhmann darauf hin, dass mit Blick auf die Entscheidung des Bundesverfassungsgerichts zum Schulbuchprivileg eine vergütungslose Beschränkung des als Eigentum nach Art. 14 GG geschützten Urheberrechts ein gesteigertes öffentliches Interesse voraussetzt und ein solches bei Diensten wie Google Street View oder Postkartenverlagen, die von der Panoramafreiheit Gebrauch machen, zweifelhaft sei.
Die Enquete-Kommission „Kultur in Deutschland“ schlug dem Deutschen Bundestag 2007 in ihrem Schlussbericht die Einführung einer solchen Vergütungspflicht vor. Nicht mehr vergütungsfrei sollte nach dem Vorschlag die Abbildung von Werken – mit Ausnahme von Bauwerken – im öffentlichen Raum dann sein, wenn die Abbildung gewerblich verwertet wird und sich die Darstellungsabsicht auf das jeweilige Werk richtet. Die Kommission begründete dies einerseits mit der Ungleichbehandlung von Künstlern, deren Werke im öffentlichen Raum befindlich sind, und solchen, deren Werke im Inneren befindlich sind, sowie andererseits mit der Ungleichbehandlung des Fotografen und des Urhebers des abgebildeten Kunstwerkes. Sie griff damit auch eine Forderung des Deutschen Kulturrats auf, der sich mehrfach für eine Vergütungspflicht ausgesprochen hat. Die damalige Bundesjustizministerin Brigitte Zypries wollte auf den diesbezüglichen Vorschlag der Enquete eine Revision des § 59 UrhG prüfen. Der Deutsche Richterbund unterstützte den Vorschlag der Kommission in einer Stellungnahme; der Vorschlag werde „den Anforderungen der Praxis gerecht“ und die erforderliche Abgrenzung zwischen privater und gewerblicher Nutzung sei „leistbar“. Gegen den Vorschlag wandte sich der Deutsche Journalisten-Verband mit der Kampagne Pro Panoramafreiheit.
Zur rechtspolitischen Entwicklung auf Ebene der Europäischen Union, siehe den Abschnitt „Europäische Union“.

## Österreich

### Norm
Das österreichische Urheberrechtsgesetz (UrhG) erlaubt es,
§ 54 Abs. 1 Z. 5 UrhG
Werke der Baukunst nach einem ausgeführten Bau oder andere Werke der bildenden Künste nach Werkstücken, die dazu angefertigt wurden, sich bleibend an einem öffentlichen Ort zu befinden, zu vervielfältigen, zu verbreiten, durch optische Einrichtungen öffentlich vorzuführen, durch Rundfunk zu senden und der Öffentlichkeit zur Verfügung zu stellen; ausgenommen sind das Nachbauen von Werken der Baukunst, die Vervielfältigung eines Werkes der Malkunst oder der graphischen Künste zur bleibenden Anbringung an einem Orte der genannten Art sowie die Vervielfältigung von Werken der Plastik durch die Plastik.

### Rechtsentwicklung
Noch vor der amtlichen Bekanntgabe des im Deutschen Bund gefassten Bundesbeschlusses gegen den Nachdruck von 1837 im November 1840 schloss Österreich mit Sardinien am 22. Mai 1840 einen Staatsvertrag zum gegenseitigen Schutz gegen Nachdruck, der noch keine der Panoramafreiheit ähnliche Regelung enthielt. 1892 legte die österreichische Regierung dem Herrenhaus einen Entwurf zu einem neuen Gesetz betreffend das Urheberrecht an Werken der Literatur oder Kunst und der Photographie vor. Dieser sah in § 32 Z. 4 vor, dass Werke der bildenden Künste, die „auf oder an Straßen oder öffentlichen Plätzen bleibend sich befinden“ nachgebildet werden dürfen, „ausgenommen die Nachbildung von Werken der Plastik durch die Plastik“. Nach den Erläuternden Bemerkungen handelt es sich bei der Bestimmung um eine „dem deutschen und ungarischen Rechte entnommene Neuerung, die einem thatsächlich vorhandenen Bedürfnisse entspricht, zumal öffentlich aufgestellte oder angebrachte Kunstwerke als Gemeingut betrachtet zu werden pflegen“. Das Verbot der plastischen Nachbildung durch die Plastik trage „den künstlerischen herrschenden Wünschen“ Rechnung; ferner wurde zu seiner Begründung auf Reputationsschäden und Einnahmeausfälle durch (schlechte) Nachbildungen verwiesen. In Reaktion auf entsprechende Vorschläge lehnte es die Kommission aber ab, auch analog die Nachbildung von Werken der malenden oder graphischen Kunst in derselben Kunstform von der Schranke auszunehmen, weil dadurch die Verbreitung bloßer Abbildungen erschwert würde. Der Entwurf wurde in erster Lesung an die vereinigte juridische und politische Kommission übergeben. Deren im Wesentlichen auf den Berichterstatter Adolf Exner zurückgehende Entwurfsfassung änderte den Wortlaut der (nunmehr in § 39 zu findenden) Vorschrift auf den der später schlussendlich auch beschlossenen Fassung ab:
§ 39 Z. 4 UrhG [1895]
[Als Eingriff in das Urheberrecht ist nicht anzusehen:]
die Nachbildung von Werken der bildenden Künste, welche an dem öffentlichen Verkehr dienenden Orten bleibend sich befinden, ausgenommen die Nachbildung von Werken der Plastik durch die Plastik.
In den Erläuternden Bemerkungen zum Kommissionsentwurf wurde die Änderung der örtlichen Bestimmung von „auf oder an Straßen oder öffentlichen Plätzen“ zu „an dem öffentlichen Verkehr dienenden Orten“ nicht weiter begründet. Der Kommissionsentwurf gelangte im weiteren Verlauf des Gesetzgebungsprozesses ohne Änderungsanträge oder Diskussionen der Bestimmung der Straßenbildfreiheit zur Annahme.
Die novellierte Fassung des UrhG vom 13. Juli 1920, verlautbart durch Vollzugsanweisung vom 31. August 1920, weitete den Urheberrechtsschutz auf Werke der Baukunst aus. Die Schrankenbestimmung zur Panoramafreiheit wurde umformuliert:
§ 34 Z. 3 UrhG [1920]
[Als Eingriff in das Urheberrecht ist nicht anzusehen:]
die Vervielfältigung (Nachbildung) eines Werkes der bildenden Künste, das sich an einem dem öffentlichen Verkehr dienenden Orte bleibend befindet, ausgenommen die Vervielfältigung (Nachbildung) von Werken der malenden oder zeichnenden Kunst durch diese an einem Orte der bezeichneten Art sowie von Werken der Plastik durch die Plastik und von Werken der Baukunst durch die Baukunst überhaupt.
Die Erläuternden Bemerkungen nennen und begründen zwei Abweichungen zum bisherigen Wortlaut: Zum einen wollte der Gesetzgeber die Vervielfältigung von Werken der Baukunst durch die Baukunst explizit ausnehmen, um „den Schutz des Architekten nicht unwirksam [zu machen]“. Weiterhin wurde nun auch die Nachbildung von Werken der malenden oder zeichnenden Kunst an einem dem öffentlichen Verkehr dienenden Ort explizit vom Privileg ausgenommen. Die Bemerkungen präzisieren die Definition des dem öffentlichen Verkehr dienenden Ort schließlich dergestalt, dass dazu „Straßen, Plätze usw., dagegen nicht auch Kirchen, Vestibüle von Theatern oder öffentlichen Gebäuden, Saft- und Kaffeehäusern u. dgl. [gehören], da sie nicht dem öffentlichen Verkehre dienen“.
Ein vom Justizministerium 1932 vorgelegter deutsch-österreichischer Entwurf eines gemeinsamen Urheberrechtsgesetzes wurde schließlich aus politischen Gründen nicht weiter verfolgt. Er sah eine Formulierung vor, die der des deutschen KUG (siehe oben unter „Deutschland“) ähnelte. Danach sollten „Werke, die sich bleibend an öffentlichen Wegen, Straßen oder Plätzen befinden, im Wege der Malerei, Graphik oder Photographie“ vervielfältigt werden dürfen, wobei die Vervielfältigung „nicht an einem Bauwerk angebracht“ hätte werden dürfen und sich die Vorschrift bei Bauwerken nur auf die äußere Ansicht erstrecken sollte. Ausdrücklich enthielt die Entwurfsfassung die Erlaubnis zur gewerblichen Nutzung. Die Gesetzesnovelle von 1936 orientierte sich ausweislich ihrer Erläuternden Bemerkungen dann allerdings auch maßgeblich am Vorentwurf des Bundesministeriums für Justiz von 1930 und den aus diesem nicht zum Durchbruch gekommenen Lösungen. Der Vorentwurf hatte zwar verschiedene Änderungen im Bereich der freien Werknutzung vorgesehen, die Bestimmung zur Straßenbildfreiheit des UrhG [1920] allerdings in identischer Form beibehalten.
§ 54 Z. 5 UrhG [1936]
[Es ist zulässig:]
Werke der Baukunst nach einem ausgeführten Bau oder andere Werke der bildenden Künste nach Werkstücken, die sich an einem dem öffentlichen Verkehr dienenden Orte bleibend befinden, zu vervielfältigen zu verbreiten, durch optische Einrichtungen öffentlich vorzuführen und durch Rundfunk zu senden; ausgenommen sind das Nachbauen von Werken der Baukunst, die Vervielfältigung eines Werkes der Malkunst oder der graphischen Künste zur bleibenden Anbringung an einem Orte der genannten Art sowie die Vervielfältigung von Werken der Plastik durch die Plastik.
Nach dem ausdrücklichen Wortlaut der Erläuternden Bemerkungen gibt die Fassung den § 34 Z. 3 UrhG [1920] „in anderen Worten wieder“. Die Ausnahme gelte nicht für Kunstwerke in Kirchen, Museen oder Theatern, weil diese Räumlichkeiten zwar dem öffentlichen Besuch offenstehen, nicht aber wie Straßen, Gassen oder Plätze dem öffentlichen Verkehr dienen. Die Erläuternden Bemerkungen weisen jedoch darauf hin, dass die novellierte Fassung insoweit über die bisherige Fassung hinausgeht, als die Vervielfältigung ausgeführter Werke der Baukunst (mit Ausnahme des Nachbaus) auch dann frei sein soll, „wenn sich der Bau nicht an einem dem öffentlichen Verkehr dienenden Orte befindet“. Eine nähere Begründung für diese Änderung ist weder den Erläuternden Bemerkungen noch dem zeitgenössischen Schrifttum zu entnehmen, welches dieser keine weitere Aufmerksamkeit schenkte.
Der heutige Wortlaut unterscheidet sich in zweierlei Aspekten von dem des UrhG [1936]: Im Zuge der Umsetzung der EU-Harmonisierungsrichtlinie mit der UrhG-Novelle 2003 wurde zum einen durch die Einfügung von „und der Öffentlichkeit zur Verfügung zu stellen“ der Privilegierungskreis auf den Bereich der öffentlichen Zurverfügungstellung des neuen § 18a UrhG erweitert, womit die Nutzung im Internet abgedeckt wird. Zum anderen war es nach den Erläuternden Bemerkungen erforderlich, in Umsetzung von Art. 5 Abs. 3 lit. h der Harmonisierungsrichtlinie die freie Werknutzung auf solche Werke einzuschränken, die sich nicht nur bleibend an öffentlichen Orten befinden, sondern die dazu auch angefertigt wurden.

### Erfasste Werke und privilegierte Nutzungen
Erfasst sind von der Panoramafreiheit nach dem insoweit abschließenden Wortlaut der Bestimmung Werke der Baukunst und der bildenden Künste, also abweichend von der Parallelvorschrift des deutschen UrhG nicht auch andere Werke wie etwa Sprachwerke oder Werke wissenschaftlicher oder belehrender Art.
Werke der Baukunst. Werke der Baukunst sind Bauwerke jeder Art, also etwa auch Brücken. Sie müssen jedoch bereits errichtet worden sein („nach einem ausgeführten Bau“); Entwürfe und Pläne sind der Panoramafreiheit nicht zugänglich. Auch nach heutiger Rechtslage hält es die herrschende Literaturmeinung für unerheblich, ob sich die Bauwerke an einem dem öffentlichen Verkehr dienenden Ort befinden oder nicht. Noch zur Altfassung im UrhG [1936] hatte der Oberste Gerichtshof entschieden, dass sich der einschränkende Relativsatz „die sich an einem dem öffentlichen Verkehr dienenden Orte bleibend befinden“ nur auf „andere Werke der bildenden Künste“, nicht aber auf Werke der Baukunst bezieht. Damit fällt eine in einem unzugänglichen Privatpark gelegene Villa ebenso unter den Ausnahmetatbestand wie die Hofansicht eines Hauses.
Innenansicht und Innenarchitektur. Ferner wertet der Oberste Gerichtshof auch Innenräume von Gebäuden, wie etwa Treppenhäuser, Innenhöfe, Gänge, Vorhallen, einzelne Säle und Zimmer sowie Portale und Türen als von der Schrankenregelung privilegiert. Diese Ansicht ist im Schrifttum teils auf Ablehnung gestoßen. Teilweise werden auch europarechtliche Bedenken vorgebracht. Zum Bestandteil des Bauwerks kann nach Auffassung des Obersten Gerichtshofs gar auch die „sogenannte ‚Innenarchitektur‘“ werden. Die von einem Architekten geplante „Gesamtgestaltung eines Raumes (insbesondere einer Wohnung oder eines Geschäftslokals), wobei die einzelnen Möbelstücke und sonstigen Einrichtungsgegenstände nach künstlerischen Gesichtspunkten sowohl aufeinander als auch auf die Beschaffenheit des jeweiligen Raumes abgestimmt werden“, ist in dieser Hinsicht als Teil eines einheitlichen Werkes der Baukunst ebenfalls der Panoramafreiheit zugänglich. Nicht mehr erfasst ist die Wiedergabe solcher Einrichtungsgegenstände für sich allein, ohne erkennbaren Zusammenhang mit anderen oder mit dem sie umgebenden Raum, weil es sich bei ihnen dann nicht um integrierte Bestandteile eines Werkes der Baukunst, sondern für sich genommen um Werke der angewandten oder bildenden Künste handelt. Es ist allerdings nicht erforderlich, den gesamten Raum wiederzugeben; vielmehr soll es genügen, dass die Einrichtungsgegenstände nicht für sich allein gezeigt werden oder doch nicht so im Vordergrund stehen, dass ihr Zusammenhang mit dem sie umgebenden Raum nicht mehr zu erkennen wäre. Im Fall eines kunstvoll gestalteten Kirchenfensters ist eine isolierte Wiedergabe nach Ansicht des Obersten Gerichtshofs schon deshalb zulässig, weil das Fenster selbst Teil des Bauwerks (und zwar der Außen- und Innenansicht) ist und nicht erst im Kontext des Raumes dazu wird; die Wiedergabe von Werkteilen wiederum ist von der freien Werknutzung aber gerade erfasst.
Andere Werke der bildenden Künste. Exemplare anderer Werke der bildenden Künste müssen außerdem dazu angefertigt worden sein, sich bleibend an einem öffentlichen Ort zu befinden. Wie der Begriff „bleibend“ zu verstehen ist, ist obergerichtlich noch nicht abgehandelt worden. Die Literatur will sich zum Teil an der Rechtsprechung zu § 59 dUrhG orientieren. An einem öffentlichen, also dem öffentlichen Verkehr dienenden, Ort befindet sich nach allgemeiner Auffassung zumindest nicht mehr das, was in Kirchen, Museen oder Theatern aufgestellt bzw. angebracht ist. Ein im Flur eines Veranstaltungszentrums aufgehängtes Plakat erfüllt das Öffentlichkeitserfordernis daher nicht. Nach Ansicht von Handig sollen auch Graffiti grundsätzlich geeignet sein, das „bleibend“-Kriterium zu erfüllen.
Auffällig ist, dass sich die ganze Vorschrift dem Wortsinne nach nur auf Werke bezieht, was die Frage aufwirft, ob auch einfache Lichtbilder (§§ 73 f. UrhG) unter Berufung auf die Panoramafreiheit abgebildet werden dürfen. Für diese ist eine entsprechende Anwendung der Vorschrift zur Panoramafreiheit nicht ausdrücklich angeordnet (vgl. § 74 Abs. 7 UrhG). Ein Teil der Literatur lehnt die Anwendbarkeit der Panoramafreiheit auf einfache Lichtbilder deshalb unter Verweis auf den Wortlaut ab, ein anderer Teil bejaht sie unter Verweis auf eine planwidrige Regelungslücke.
Privilegierte Nutzungen. Die freie Nutzbarkeit nach § 54 Abs. 1 Z. 5 hängt nicht vom Zweck der Nutzung ab, sodass Aufnahmen bzw. Darstellungen auch kommerziell verwendet werden können. Die erlaubten Arten der Werknutzung sind in der Vorschrift abschließend aufgeführt. Bearbeitungen sind von der Schrankenbestimmung nicht gedeckt. Die Zulässigkeit von Änderung bei Wiedergaben im Rahmen der Straßenbildfreiheit folgt nach Ansicht des Obersten Gerichtshofs den Bestimmungen in § 21 Abs. 1 UrhG. Eine stilisierte Darstellung (etwa einer Gebäudefassade auf einem Flaschenetikett) liegt vor diesem Hintergrund nicht mehr im Privilegierungskreis der Panoramafreiheit, weil es sich um keine Abbildung handelt. Erst mit großem Abstand zum abgebildeten bzw. dargestellten Werk im Rahmen der freien Benützung (§ 5 Abs. 2 UrhG) ließe sich das Werk genehmigungsfrei nutzen; allerdings bedarf es dazu von vornherein keiner Berufung auf § 54 Abs. 1 Z. 5. Unzulässig ist der (dreidimensionale) Nachbau eines Werkes der Architektur, und zwar unabhängig davon, ob das Bauwerk an einem öffentlichen Ort befindet. Nicht erforderlich ist es sowohl im Fall von Bauwerken als auch bei anderen Werken der bildenden Künste, dass das gesamte Werk gezeigt wird, sodass auch eine ausschnittsweise Wiedergabe von der Panoramafreiheit erfasst ist.

## Schweiz
Auch in der Schweiz dürfen Werke, die sich bleibend auf allgemein zugänglichem Grund befinden, frei abgebildet werden. Die Abbildung „darf angeboten, veräussert, gesendet oder sonstwie verbreitet werden“ (Art. 27 Abs. 1 URG – Werke auf allgemein zugänglichem Grund). Abs. 2 besagt, dass die Abbildung „nicht dreidimensional“ (als Modell) „und auch nicht zum gleichen Zweck wie das Original verwendbar sein“ darf. Dies schließt beispielsweise die Übernahme eines Freskos von einer allgemein zugänglichen Hausmauer auf ein anderes Haus aus. War der materielle Geltungsbereich von Art. 27 vor der URG-Revision im Jahr 1993 noch auf die Wiedergabe von Werken der bildenden Kunst und Fotografie beschränkt, können nach heutigem Wortlaut sämtliche visuell wahrnehmbaren Werke – also etwa auch ein in einen Stein gemeißeltes Gedicht – unter Berufung auf die Schrankenbestimmung genutzt werden.
„[A]llgemein zugänglich“ bezieht sich auf die faktische Zugänglichkeit; nicht von Bedeutung sind diesbezüglich die Eigentumsverhältnisse des Grundes. Auch muss die Zugänglichkeit nicht dauernd gegeben sein, etwa im Fall eines Parks, der während der Nacht geschlossen ist. Orte, die nur bestimmten Kategorien von Personen zugänglich sind, sind nach überwiegender Meinung der Literatur nicht mehr „allgemein zugänglich“. Ob die Erhebung von Eintrittsgeldern in diesem Sinne bereits der Anwendbarkeit der Schranke entgegensteht, ist strittig.
Die Panoramafreiheit gilt auch für Werke auf (nicht allgemein zugänglichem) Privatgrund, die man aber mit bloßem Auge von allgemein zugänglichem Grund aus sehen kann. Innenräume sollen nach herrschender Auffassung nicht unter die Panoramafreiheit fallen. Was genau als „Innenraum“ zu werten ist, ist im Einzelfall umstritten. Ein Teil der Literatur unterscheidet zur Abgrenzung zwischen dem (von der Panoramafreiheit erwähntermaßen nicht privilegierten) Innenraum und dem privilegierten Innenhof (vorausgesetzt freilich, dass dieser allgemein zugänglich ist). Die Einordnung als Innenraum kann wie im Fall von Bahnhofshallen oder Einkaufspassagen schwierig sein, sodass für diese Fälle in der Literatur unterschiedliche Standpunkte zur Anwendbarkeit von Art. 27 URG vertreten werden. Kirchenräume dürften nach überwiegender Ansicht aber nicht mehr erfasst sein.
Mit „bleibend“ ist die feste Aufstellung gemeint. Das Werk darf sich nicht nur zufällig (zum Beispiel wegen eines Transports) an der betreffenden Stelle befinden. Strittig ist, auf welchem zeitlichen Rahmen mit „bleibend“ genau abgestellt werden soll: Nach einer Ansicht von Macciacchini/Oertli sollen ausschließlich Werke erfasst sein, die sich für unbestimmte Zeit „an einem für sie bestimmten Ort“ befinden, was nach der objektiven Erkennbarkeit des Willens des Rechteinhabers zu bewerten sein soll; ähnlich stellt Dessemontet auf die Intention des Rechteinhabers ab, das Werk dauerhaft an seinem (öffentlichen) Platz zu belassen; und fordern Rehbinder/Viganó, dass sich das Werk „erkennbar absichtlich dauerhaft an oder auf öffentlich zugänglichem Grund befindet“ und diesem so gewissermaßen gewidmet wurde. Nach abweichender Ansicht von Barrelet/Egloff und Carron et al. soll es auf die Dauer der Ausstellung hingegen nicht ankommen, sodass auch Skulpturen, die im Zuge einer befristeten Ausstellung vorübergehend in einem öffentlichen Park ausgestellt sind, sich jedoch ansonsten in einem Museum befinden, der Panoramafreiheit unterfallen sollen. Was nur für eine beschränkte Zeit auf öffentlichem Grund befindlich ist, weil es durch Witterungseinflüsse oder Ähnliches zerstört wird (wie Kreidemalereien, eine Schneeskulptur und wohl auch unerlaubt angebrachte Graffiti-Kunst), kann nach Ansicht der Literatur im Rahmen der Straßenbildfreiheit wiedergegeben werden.
Im Gegensatz zur deutschen Parallelvorschrift geht die Schweizer Regelung nicht explizit auf eine Pflicht zur Quellen- bzw. Urheberangabe in Bezug auf das reproduzierte Werk ein. Ein Teil der Kommentarliteratur geht aus diesem Grund von der (uneingeschränkten) Anwendbarkeit der generellen Anerkennungspflicht des Art. 9 URG aus; ein anderer nimmt eine Namensnennungspflicht dann an, wenn das Werk Thema der Abbildung ist, und geht gleichzeitig – analog zu § 63 Abs. 1 dUrhG – von ihrem Wegfall aus, wenn der Urheber auf dem Werkexemplar nicht genannt und dem Verwender auch nicht anderweitig bekannt ist. Eine Mindermeinung geht davon aus, dass generell weder eine Quellen- noch eine Urheberangabe erforderlich ist.

## Unions- und Konventionsrecht

### Europäische Union
In der Europäischen Union gewährt die Richtlinie 2001/29/EG (InfoSoc-Richtlinie) in Art. 5 den Mitgliedstaaten das Recht, in ihren nationalen Gesetzen eine Reihe aufgeführter Ausnahmen oder Einschränkungen der urheberrechtlichen Verwertungsrechte aufzunehmen. Nach Abs. 3 lit. h zählt hierzu auch die Nutzung von „Werken wie Werken der Baukunst oder Plastiken, die dazu angefertigt wurden, sich bleibend an öffentlichen Orten zu befinden“. Teilweise haben die Mitgliedsstaaten ihre Regelung wörtlich daran ausgerichtet (beispielsweise Österreich), teilweise wurde ein anderer Wortlaut beibehalten bzw. implementiert. Der europäische Gesetzgeber sieht für die urheberrechtlichen Schrankenbestimmungen zudem die Anwendung des sogenannten Dreistufentests vor (Art. 5 Abs. 5). Danach dürfen die zugelassenen „Ausnahmen und Beschränkungen […] nur in bestimmten Sonderfällen [1. Stufe] angewandt werden, in denen die normale Verwertung des Werks oder des sonstigen Schutzgegenstands nicht beeinträchtigt wird [2. Stufe] und die berechtigten Interessen des Rechtsinhabers nicht ungebührlich verletzt werden [3. Stufe]“. Dieser Dreistufentest wurde in einigen Staaten ausdrücklich in das Urheberrechtsgesetz aufgenommen (beispielsweise in Ungarn, wo er in Art. 32 Abs. 2 des Gesetzes Nr. LXXVI. 1999 zum Urheberrecht als generelles Auslegungsprinzip dem Schrankenkatalog vorsteht), überwiegend wird er als Teil des acquis communautaire auch ohne ausdrückliche Erwähnung bei der Auslegung zu beachten sein.
Die Drei-Stufen-Test-Konformität der Panoramafreiheits-Ausnahme im Einzelfall ist umstritten. Der schwedische Oberste Gerichtshof hielt es in einer Entscheidung aus dem Jahr 2016 für unvereinbar mit dem Drei-Stufen-Test, eine Vielzahl an Fotografien von Kunstwerken im öffentlichen Raum in einer frei zugänglichen Datenbank im Internet öffentlich zugänglich zu machen (siehe dazu näher im Abschnitt „Schweden“). Auch im Schrifttum vertritt etwa Senftleben die Ansicht, dass die systematische Vervielfältigung sowie die öffentliche Wiedergabe zu kommerziellen Zwecken die normale Werkverwertung beeinträchtigten und daher an der zweiten Stufe scheiterten.
Das Abstellen des Unionsgesetzgebers auf Werke, „die dazu angefertigt wurden, sich bleibend an öffentlichen Orten zu befinden“, stand bzw. steht in gewisser Diskrepanz zu den Regelungen in einigen Mitgliedsstaaten, indem der Wortlaut darauf deutet, dass sich die Privilegierung allein am Herstellungszweck zu orientieren hat. Gegen eine solche Erwägung, die vielen Rechtsordnungen – etwa der deutschen und österreichischen – bisher fremd war, werden verschiedentlich praktische Bedenken ins Feld geführt. So sei ein subjektiver Herstellungszweck für einen Dritten, der das Werk fotografieren will, nicht ersichtlich. Fraglich mag zudem sein, ob es sachgerecht ist, eine spätere „Umwidmung“ des Werkes selbst dann unberücksichtigt zu lassen, wenn sie vom Willen des Urhebers getragen ist. In der Literatur wird vor diesem Hintergrund von einigen Autoren für geboten erachtet, Art. 5 Abs. 3 lit. h InfoSoc-Richtlinie dahingehend erweitert auszulegen, dass auch solche Werke erfasst sind, die sich mit Zustimmung des Urhebers tatsächlich an einem öffentlichen Ort befinden.
In seinem im Juni 2015 vorgelegten Abschlussbericht über die Umsetzung der Harmonisierungsrichtlinie 2001/29/EG schlug der Rechtsausschuss des Europäischen Parlaments dem Parlament vor, im Rahmen eines Entschließungsantrags gegenüber der Europäischen Kommission unter anderem die Position zu vertreten, dass Mitgliedsstaaten, die die Panoramafreiheit vorsehen, diese auf die nicht-gewerbliche Nutzung beschränken müssen; gewerbliche Nutzer sollten sich nicht mehr auf die Ausnahmevorschrift berufen können. Das Parlament lehnte diesen Passus allerdings ab und beschloss den Entschließungsantrag schlussendlich unter vollständiger Weglassung einer Äußerung zur Panoramafreiheit; ein Änderungsantrag, der auf die Anerkennung eines Rechts gerichtet war, „Fotografien, Videomaterial oder andere Abbildungen von Werken, die dauerhaft an öffentlichen Orten platziert sind, zu nutzen“, wurde ebenfalls abgelehnt.

### Internationale Abkommen
In den einschlägigen internationalen Verträgen zum Urheberrecht (Revidierte Berner Übereinkunft [RBÜ], WIPO-Urheberrechtsvertrag [WCT], Welturheberrechtsabkommen [WUA] und TRIPS-Abkommen) wird die Panoramafreiheit nicht ausdrücklich geregelt. Diese sehen allerdings oftmals auch den Dreistufentest als Generalschranke vor, an der sich einzelstaatliche Bestimmungen der Panoramafreiheit zu messen haben (Art. 10 Abs. 2 WCT; Art. 13 TRIPS; Art. 9 Abs. 2 RBÜ, dort jedoch nur für die Vervielfältigung).

## Rechtslage in anderen Ländern

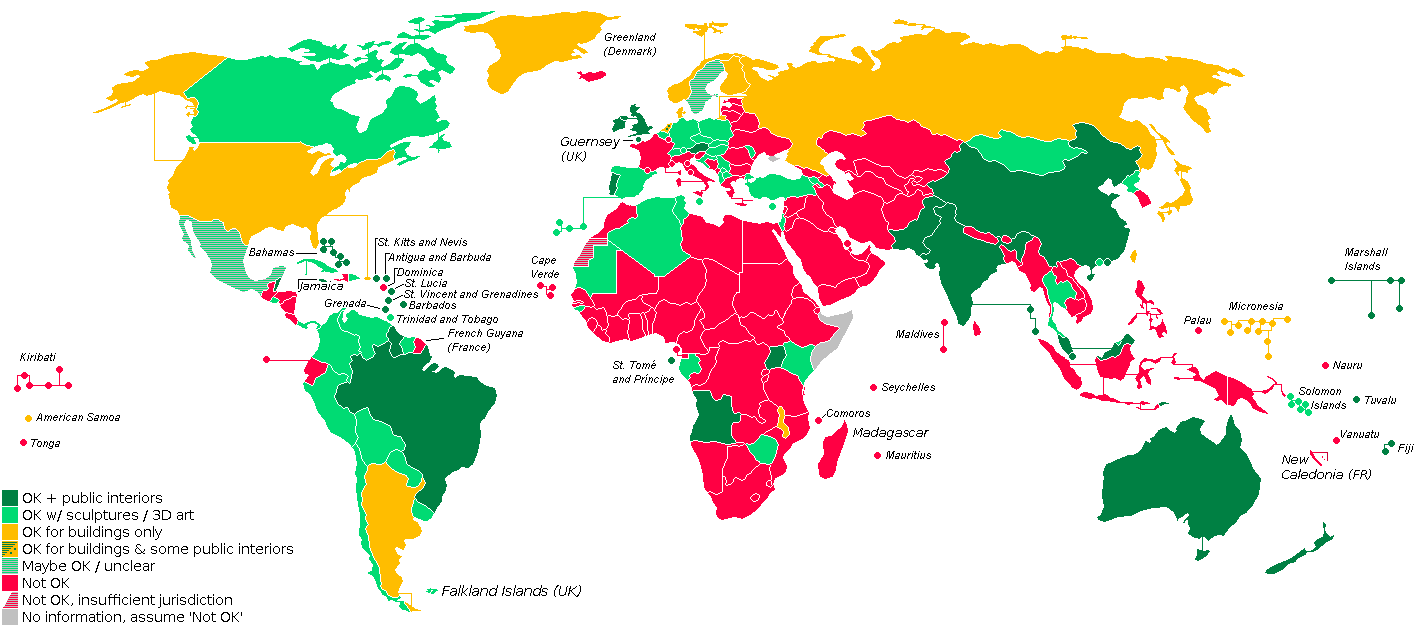
Panoramafreiheit weltweit im Überblick (Stand: Januar 2017). In den mit OK gekennzeichneten Ländern ist im Rahmen der Panoramafreiheit auch die vergütungsfreie kommerzielle Weiternutzung erlaubt.

### Frankreich

#### Norm, erfasste Werke und privilegierte Nutzungen
Der französische code de la propriété intellectuelle (CPI), hier zugrunde gelegt in der Fassung der Änderungen vom 7. Oktober 2016, sieht in Art. L.122-5 Nr. 11 vor, dass der Urheber eines veröffentlichten Werkes der Baukunst oder der plastischen Kunst, welches sich bleibend (en permanence) an einem öffentlichen Ort (sur la voie publique) befindet, dessen Vervielfältigung (reproduction) und Darstellung (représentation) nicht verbieten kann, wenn diese durch natürliche Personen vorgenommen wird und keinen kommerziellen Charakter aufweist ([…] à l'exclusion de tout usage à caractère commercial). „Darstellung“ (représentation) bezeichnet im französischen Urheberrecht die öffentliche Wiedergabe einschließlich der Aufführung, Vorführung, Sendung, Ausstrahlung und öffentlichen Zugänglichmachung über das Internet (vgl. Art. L.122-2 CPI).
Keine Werke der Bau- oder plastischen Kunst und somit nicht privilegiert sind etwa, wie bereits im Rahmen der Senatsberatungen erörtert, Werke der Street Art. Mangels bleibenden Charakters scheidet ferner die Nutzung von Werken aus, die im Rahmen befristeter Ausstellungen im öffentlichen Raum aufgestellt werden. Hinsichtlich der privilegierten Nutzungen wird in der Literatur teilweise darauf hingewiesen, dass der Umfang der „kommerziellen“ Nutzung mangels geeigneter Legaldefinition unklar bleibe, was zu praktischen Schwierigkeiten führe.

#### Rechtsentwicklung
Die Regelung fand im Oktober 2016 über das Gesetz für eine digitale Republik (Loi pour une République Numérique) Eingang in das kodifizierte Urheberrecht; zuvor fehlte es an einer vergleichbaren Schrankenbestimmung. Früheren Legislativvorstößen war kein Erfolg beschieden; im Dezember 2005 sah die Nationalversammlung etwa im Rahmen der Umsetzung der Richtlinie 2001/29/EG von der dort vorgesehenen Möglichkeit zur Einführung der Panoramafreiheit ab.
Der ursprüngliche Regierungsentwurf des Gesetzes für eine digitale Republik sah entgegen der Empfehlung des Nationalen Rats für Digitales (Conseil national du numérique) noch keine Bestimmung zur Einführung der Panoramafreiheit vor. Im Zuge der Beratungen in der Nationalversammlung wurden jedoch eine Reihe von Änderungsanträgen zugunsten einer derartigen Regelung eingebracht. Die Vorschläge, welche von Regierungsseite allesamt unter Verweis auf abzuwartende Verhandlungen über die Panoramafreiheit auf europäischer Ebene abgelehnt wurden, unterschieden sich insbesondere darin, ob die kommerzielle Nutzbarkeit beschränkt und ob nur natürliche Personen von der Ausnahme profitieren sollten. Die Nationalversammlung einigte sich schließlich auf den von den Ausschüssen für Kultur und Recht unterstützten Vorschlag, wonach „Vervielfältigungen und Darstellungen von bleibend an einem öffentlichen Ort befindlichen Werken der Baukunst und der plastischen Kunst“ privilegiert werden sollten, die „durch Einzelpersonen (particuliers) ohne Gewinnerzielungsabsicht (à des fins non lucratives) vorgenommen werden“. In den Anträgen wurde der Vorstoß unter anderem damit begründet, dass Urheber von Bauwerken im öffentlichen Raum nicht auf urheberrechtlichem Wege eine Privatisierung der Ansicht ihrer Gebäude bewirken können sollten; außerdem solle es möglich sein, dass etwa Familien ihre Urlaubsfotos im Internet veröffentlichen können, auch wenn ein Gebäude oder eine jüngere Skulptur im Bildmittelpunkt steht. Die Ablehnung einer Freistellung auch der kommerziellen Nutzung wurde mit andernfalls drohenden finanziellen Einbußen der Urheber rechtfertigt.
Im Senat schlug der befasste Ausschuss für Kultur, Bildung und Kommunikation (commission de la Culture, de l’Éducation et de la Communication) in seinem Abschlussbericht im Rahmen einer umfassenden Erörterung der Bestimmung eine Änderung vor, wonach nicht nur Einzelpersonen, sondern auch gemeinnützige Organisationen (im Sinne des Gesetzes vom 1. Juli 1901) in den Genuss der Panoramafreiheit kommen sollten. Durch den Ausschluss gewinnbringender Nutzungen sei dem Vermögensinteresse der Urheber bereits hinreichend Rechnung getragen. Entsprechend bekräftigte der Senat den eingeschlagenen Weg, kommerzielle Nutzungen vom Privilegierungskreis auszuschließen, wobei er begründend auf drohende finanzielle Einbußen für die Urheber von bis zu zwanzig Prozent ihrer Einnahmen verwies. Er schlug allerdings „zur Klarstellung“ vor, die Formulierung „ohne Gewinnerzielungsabsicht“ durch „ohne direkt oder indirekt kommerziellen Charakter“ (à l’exclusion de tout usage à caractère directement ou indirectement commercial) zu ersetzen. Mit dieser Formulierung der Ausnahme verließ der Gesetzesentwurf sodann auch den Senat.
Im Paritätischen Ausschuss des Senats und der Nationalversammlung (commission mixte paritaire) wurde daraufhin als Kompromiss die schlussendlich verabschiedete Formulierung vorgeschlagen. Diese begrenzt die freigestellte Nutzbarkeit zum einen auf Nutzungen durch natürliche Personen (réalisées par des personnes physiques), zum anderen sind Nutzungen „mit kommerziellem Charakter“ nicht erfasst (à l'exclusion de tout usage à caractère commercial).

#### Andere Bestimmungen
Einige Fälle, in denen ein an einem öffentlichen Ort befindliches Werk abgebildet und diese Abbildung verwertet wird, fängt die Rechtsprechung über eine erweiterte De-minimis-Ausnahme ab. Diese Konstruktion war für Werke an öffentlichen Orten insbesondere vor Inkrafttreten von Art. L.122-5 Nr. 11 CPI von Bedeutung, behält jedoch Relevanz für jene – etwa kommerzielle – Nutzungen, die vom dortigen Ausnahmetatbestand ausgenommen sind.
In Rechtsprechung wie Literatur ist in diesem Sinne einschränkend anerkannt, dass Kunstwerke und Bauwerke, die sich an öffentlichen Orten befinden, jedenfalls dann auch zustimmungsfrei abgebildet werden dürfen, wenn sie nicht den zentralen Gegenstand der Abbildung darstellen, gewissermaßen also nur als Beiwerk in Erscheinung treten (theorie de l’accessoire). So entschied etwa die Cour de cassation im Jahr 2005 höchstrichterlich, dass der Vertrieb einer Postkarte, die einen öffentlichen Platz zum Motiv hat, keiner Zustimmung durch den Urheber des kunstvoll gestalteten Bodenbelags dieses Platzes bedarf. Dies wurde tragend darauf gegründet, dass mangels Bezugs zwischen dem Zweck der Abbildung und dem Bodenbelag in dessen (Mit)abdruck keine eigenständige öffentliche Wiedergabe (communication de l’œuvre au public) vorliege. Demgegenüber verneinte das Gericht im Fall einer Fernsehreportage über gefährdete Kunstwerke die Zulässigkeit der umfassenden Werkwiedergabe einiger in einem öffentlichen Park ausgestellter Skulpturen, weil es nach seiner Auffassung nicht erforderlich gewesen wäre, diese als Ganzes und in Großaufnahme zu zeigen. Keine freie Nutzbarkeit liegt auch dann vor, wenn ein Werk als dekoratives Element zur Gestaltung eines Produkts verwendet wird, weil sich die Auswertung dann konkret auf das abgebildete Werk bezieht. Die Cour de cassation scheint nach Auffassung von Lucas/Lucas/Lucas-Schloetter inzwischen rechtstechnisch dazu übergegangen zu sein, die Beiwerksausnahme als (ungeschriebene) Schrankenregelung zu behandeln; zuvor wurde in derlei Fällen das Vorliegen einer urheberrechtlichen Verwertungshandlung schlechthin in Abrede gestellt.

### Großbritannien
Im Vereinigten Königreich ermöglicht Abschnitt 62 des Copyright, Designs and Patents Act 1988 in Bezug auf Gebäude und – soweit diese dauerhaft an einem öffentlichen Ort oder öffentlich zugänglichen Grundstück befindlich sind – Skulpturen, Gebäudemodelle und Werke des Kunsthandwerks die Herstellung von diese zeigenden graphischen Werken, die Anfertigung von wiedergebenden Fotografien und Filmen sowie die Sendung einer bildlichen Wiedergabe. Die so erlaubterweise hergestellten Vervielfältigungsstücke können zudem verbreitet werden, ebenso wie alles, was unter dieser Schrankenregelung erlaubterweise hergestellt wurde, öffentlich wiedergegeben werden darf (Abschnitt 62 Abs. 3). Nach einer Ansicht in der Kommentarliteratur ist der Begriff „öffentlich zugänglich“ dahin auszulegen, dass davon auch Grundstücke erfasst sind, zu denen der Zugang nur gegen Entgelt oder Lizenzgebühr gewährt wird, wobei allerdings nichts dagegen spreche, wenn der Eigentümer den Besuchern auf vertraglichem Wege Bedingungen hinsichtlich der Vervielfältigung von Ausstellungsgegenständen auferlegt. Ein anderer Kommentar betont, die Regelung scheine auch die dreidimensionale Wiedergabe zu erfassen. Einige Stimmen im Schrifttum schließen aus dem Wortlaut der Bestimmung allerdings auf ein praktisches Problem: Weil auf das Urheberrecht an dem Gebäude (bzw. der Skulptur etc.) abgestellt wird, erstreckt sich die Vorschrift nach dieser Ansicht nicht auf Pläne und Modelle des jeweiligen Werks(tücks); aus diesem Grund könne eine für sich nach Abschnitt 62 zulässige Nutzungshandlung aus dem Urheberrecht an den Plänen/Modellen doch wieder verhindert werden.
Die Vorschrift hat ihre Wurzeln bereits im Copyright Act 1911. Dieser bestimmte in Abschnitt 2(1)(iii), dass die Herstellung oder Veröffentlichung von Gemälden, Zeichnungen, Stichen und Fotografien eines plastischen Werkes oder eines Werkes des Kunsthandwerks, das dauerhaft an einem öffentlichen Ort oder Gebäude befindlich ist, ebenso wenig eine Urheberrechtsverletzung darstellt wie die Herstellung oder Veröffentlichung von Gemälden, Zeichnungen, Stichen und Fotografien eines (beliebigen) architektonischen Kunstwerks, soweit die Wiedergabe nicht in Form einer Bauzeichnung oder eines Bauplans erfolgt.

### Niederlande

#### Rechtsentwicklung
Nach der zwischen 1912 und 1972 geltenden Fassung der Panoramafreiheit war es nicht als Eingriff in das Urheberrecht zu werten, wenn ein in Art. 10 Ziff. 6 („Werke der Zeichenkunst, der Malerei, der Baukunst, Lithographien, Stiche und andere Bildwerke“) angeführtes Werk, das dauerhaft an oder auf öffentlicher Straße sichtbar aufgestellt war, vervielfältigt wurde, solange sich die Vervielfältigung durch ihre Größe und Herstellungsart deutlich vom Originalwerk unterschied und sich bei Bauwerken auf den äußeren Anblick beschränkte. 1972 erfuhr die Schrankenbestimmung eine deutliche Einschränkung, indem zusätzlich das Erfordernis aufgenommen wurde, dass das Werk nicht den Hauptgegenstand der Vervielfältigung bilden durfte.
Bei der Umsetzung der InfoSoc-Richtlinie im Jahr 2004 wurde der Anwendungsbereich und der Freistellungsumfang der Schrankenregelung schließlich wieder geweitet. So wurde insbesondere das frühere Kriterium der dauerhaften, sichtbaren Aufstellung an oder auf einer öffentlichen Straße an die großzügigere Formulierung in der InfoSoc-Richtlinie angepasst und das Verbot einer Nutzung als Hauptgegenstand der Verwertung aufgegeben.

#### Heutige Regelung
Nach Art. 18 des niederländischen Urheberrechtsgesetzes (auteurswet) vom 23. September 1912 (hier zugrunde gelegt in der Fassung der Änderungen vom 13. Juli 2016) dürfen Werke, die dazu angefertigt wurden, sich bleibend an öffentlichen Orten zu befinden, vervielfältigt und Abbildungen, die das betreffende Werk so zeigen, „wie es sich dort befindet“ (‘het zich aldaar bevindt’), veröffentlicht werden, ohne damit in das Urheberrecht des Werkschöpfers einzugreifen. Dies gilt jedoch nur für Werke im Sinne von Art. 10 Abs. 1 Nr. 6 („Werke der Zeichenkunst, der Malerei, der Baukunst, Lithographien, Stiche und andere Bildwerke“) sowie Werke aus dem Bereich der Architektur im Sinne des Art. 10 Abs. 1 Nr. 8. Bei der Übernahme in Sammelwerke ist außerdem zu beachten, dass nur einige Werke des gleichen Urhebers genutzt werden dürfen.
Hinsichtlich des Öffentlichkeitserfordernisses wird, den Gesetzesmaterialien folgend, vorgeschlagen, dass die Bestimmung anders als in der Fassung von 1972 heute Aufnahmen im Innern von Gebäuden nicht mehr generell ausschließt. So soll sie auch auf Werke in öffentlichen Parks und Bahnhofshallen anwendbar sein, nicht jedoch auf Werke, die etwa in Schulgebäuden, Opernhäusern und Museen aufgestellt sind. Das Bezirksgericht Arnhem verneinte für den Innenraum eines Fußballstadions (Amsterdam Arena) die erforderliche Öffentlichkeit mit Hinweis auf die zu zahlende Eintrittsgebühr und die Möglichkeit des Eigentümers, Einzelne vom Zutritt auszuschließen. Das Bezirksgericht Leeuwarden sah die prominent auf dem Werbeplakat einer Bank abgedruckte Fotografie einiger urheberrechtlich geschützter Wohnhäuser in einem Ferienpark als durch die Panoramafreiheit privilegiert an, weil die Häuser dort von einer öffentlichen Straße und vom Wasser aus sichtbar waren.
Die erforderliche Absicht zum dauerhaften Verbleib schließt etwa die Anwendbarkeit der Schranke auf temporäre Ausstellungen auf öffentlichen Plätzen aus. In der Literatur wird auch vorgeschlagen, Graffiti-Kunst an einem öffentlichen Ort als bleibend zu werten, weil sie zwar regelmäßig entfernt bzw. übermalt wird, sich jedoch dort auf unbestimmte Dauer befindet.
Erfasst sind nur zweidimensionale Nutzungen, nicht hingegen beispielsweise die Anfertigung einer Skulptur oder einer plastischen Miniatur in einer Schneekugel. Privilegiert ist also etwa die Abbildung des Werkes auf einer Postkarte oder in einem Reiseführer. Auch die Nutzung im Internet ist umfasst. Die Beschränkung auf Abbildungen, die das Werk so zeigen „wie es sich dort befindet“ (‘het zich aldaar bevindt’), ist – auch schon nach den Materialien – so zu verstehen, dass das Werk nur im Umgebungskontext gezeigt werden kann, sodass eine „freigestellte“ Abbildung nicht mehr unter die Panoramafreiheit fällt. Jedoch darf das Werk – anders als noch unter der früheren Fassung der Schranke – grundsätzlich durchaus auch Hauptgegenstand der Abbildung sein. Quaedvlieg hegt hieran allerdings mit Blick auf den Drei-Stufen-Test Zweifel. Reproduktionsbedingte Vergrößerungen und Verkleinerungen sind erlaubt.
Dass in Sammelwerken nur einige Werke des gleichen Urhebers unter der Panoramafreiheit genutzt werden dürfen, soll beispielsweise Publikationen verhindern, in denen völlig vergütungsfrei eine umfassende Werkschau eines Autors präsentiert wird.
Beweislastpflichtig hinsichtlich der Voraussetzungen der Panoramafreiheit ist derjenige, der sich darauf beruft.

#### Kritik
Kritisiert wird in der Literatur unter anderem, dass im Wirkbereich der Schranke wichtige Werkgattungen fehlten. So weist etwa de Zwaan darauf hin, dass im öffentlichen Straßenland gerade auch Werke der angewandten Kunst (Art. 10 Abs. 1 Nr. 11) und Lichtbildwerke (Art. 10 Abs. 1 Nr. 9) eine herausgehobene Rolle spielten, jedoch nicht von der Panoramafreiheit erfasst sind.
Kruijswijk sieht in der fehlenden Vergütung bei kommerzieller Nutzung einen Verstoß gegen den Drei-Stufen-Test aus Art. 5 Abs. 5 InfoSoc-RL.

### Schweden
Nach Art. 24 Satz 2 des schwedischen Urheberrechtsgesetzes vom 30. Dezember 1960 (Lag om upphovsrätt till litterära och konstnärliga verk, URL), hier zugrunde gelegt in der Fassung der Änderungen vom 16. Mai 2017 (in Kraft getreten am 1. Juli 2017), dürfen Bauwerke frei abgebildet (avbildas fritt) werden. Für Werke der bildenden Kunst gelten einschränkende Bestimmungen: Sie dürfen nach Art. 24 Satz 1 Nr. 1 dann abgebildet werden, wenn sie sich dauerhaft unter freiem Himmel (utomhus) an oder auf einem öffentlichen Ort (allmän plats) befinden. Werke der bildenden Kunst sind beispielsweise Gemälde, Skulpturen, Grafiken und Reliefe, ungeachtet dessen, ob sie in zwei- oder dreidimensionaler Form vorliegen, nicht hingegen Werke, die einen Gebrauchszweck erfüllen, wie insbesondere Bauwerke oder Werke der angewandten Kunst. Hierzu zählt etwa auch die Bemalung einer Gebäudefassade. Im Einzelfall kann die Abgrenzung schwierig sein – etwa im Fall von aufwendig gestalteten Fenstern oder Keramikkunst. Karten und andere Werke beschreibender Art, welche als Zeichnungen, Gravuren oder in dreidimensionaler Form vorkommen, sind allerdings als literarische Werke zu werten (Art. 1 Abs. 2 URL).
Was nur vorübergehend an einem öffentlichen Ort ausgestellt ist, kann nicht unter Rückgriff auf die Panoramafreiheit abgebildet werden. Auch was sich in Innenräumen – etwa von Kirchen, Museen oder ähnlichen Einrichtungen – befindet, ist der Schrankenregelung nicht zugänglich. Privilegiert ist nur die bildliche Darstellung, insbesondere also nicht die Vervielfältigung in plastischer Form. Zulässig ist auch die Vervielfältigung als Hauptgegenstand, etwa auf einer Postkarte.
Höchstrichterlich wird die Schrankenregelung allerdings unter direkter Anwendung des Drei-Stufen-Tests eingeschränkt; so kann nach Auffassung des Obersten Gerichtshofs die Zugänglichmachung an sich privilegierter Fotografien in einer frei zugänglichen Datenbank im Internet unzulässig sein, weil diese Form der Verwertung in unzumutbarer Weise berechtigten Interessen des Urhebers entgegenstehen könne. Diese Beurteilung wird insbesondere darauf gestützt, dass derartige Datenbanken durch einen hohen Verbreitungsgrad einen beträchtlichen kommerziellen Wert aufweisen können – sei es für den Anbieter selbst oder Dritte, die darauf etwa mittels Hyperlinks verweisen –, dem Art. 24 Nr. 1 aber nicht durch einen kompensatorischen Vergütungsanspruch Rechnung trage; bei der vom historischen Gesetzgeber einzig bedachten nicht-digitalen Nutzung sei die Eingriffsintensität wesentlich geringer als im digitalen Bereich.
Zu beachten gilt es auch das Sicherheitsgesetz in Schweden, wonach Gebäude oder andere Einrichtungen, an welchen ein gelbes Schild mit dem Schriftzug „Skyddsobjekt“ (geschützt) mit einer durchkreuzten Kamera angebracht ist, nicht abgebildet werden dürfen.

### USA

#### Norm
In den Vereinigten Staaten erlaubt 17 U.S.C. § 120(a), Bilder, malerische Darstellungen, Fotografien und andere bildliche Wiedergaben eines ausgeführten architektonischen Werkes anzufertigen, zu verbreiten und öffentlich auszustellen, sofern sich das Gebäude, in dem das Werk festgelegt ist, auf öffentlichem Grund befindet oder von dort aus gewöhnlicherweise sichtbar ist. Für andere Werkkategorien existiert keine vergleichbare Bestimmung.

#### Rechtsentwicklung und zeitliche Anwendbarkeit
Die Bestimmung des Abschnitts 120(a) trat am 1. Dezember 1990 als Teil des Architectural Works Copyright Protection Act in Kraft. Dieser ging auf den Beitritt der Vereinigten Staaten zur Revidierten Berner Übereinkunft zurück, in dessen Folge der Gesetzgeber „architektonische Werke“ als neue Schutzkategorie aufnahm. Deren neuer Schutz sollte zugleich durch die Ermöglichung von bildlichen Wiedergaben eingeschränkt werden. Für architektonische Werke mit einer „intrinsischen Gebrauchsfunktion […], die nicht lediglich darin besteht, das Erscheinungsbild des Objekts darzustellen oder Informationen zu vermitteln“ bestand vor Inkrafttreten des Architectural Works Copyright Protection Act grundsätzlich kein Schutz.
Die Regelung findet, ebenso wie auch der gesamte Schutz architektonischer Werke, nur Anwendung auf solche architektonischen Werke, die am oder nach dem 1. Dezember 1990 geschaffen wurden. Eine Ausnahme besteht für solche Werke, die zu diesem Zeitpunkt lediglich noch nicht ausgeführt waren.

#### Erfasste Werke
„Architektonisches Werk“
Zu den als architektonische Werke geschützten – und insoweit zugleich unter der Panoramafreiheit privilegierten – Gebäuden zählen nicht nur „klassische“ bewohnbare Bauwerke (habitable structures) wie Häuser und Bürogebäude, sondern nach der Begründung des Kongresses im House Report auch solche, die von Menschen nur genutzt werden, wie etwa Kirchen, Pergolas, Aussichts- und Gartenpavillons. Das Copyright Office definiert Gebäude in ähnlicher Weise als „von Menschen bewohnbare Bauwerke, die sowohl dauerhaft als auch feststehend sein sollen, wie etwa Häuser und Bürogebäude sowie andere dauerhafte und feststehende Bauwerke, die zur Inanspruchnahme durch Menschen konzipiert sind, einschließlich, aber nicht beschränkt auf, Kirchen, Museen, Aussichts- und Garten-Pavillons“. Als fraglos erfasst sind in der Rechtsprechung so etwa Wohnhäuser und Postgebäude, soweit in ihnen eine schützenswerte Leistung liegt. Für Bauwerke, die keine Gebäude sind, wie etwa Brücken, Autobahnkreuzungen, Dämme, Fußwege, Zelte, Freizeitfahrzeuge, Wohnmobile und Boote, will das Copyright Office demgegenüber keine Registrierung als architektonisches Werk gewähren. Sie bleiben regelmäßig ganz schutzlos.
Die Einordnung von Denkmälern bereitet Schwierigkeiten. Sie erfüllen in der Regel keinerlei Gebrauchsfunktion, sodass sie auch vor Inkrafttreten des Architectural Works Copyright Protection Act als bildmäßige, graphische oder plastische Werke (pictorial, graphic and sculptural works) Schutz genossen hätten. Dies gibt Anlass zu der Frage, ob neuere Denkmäler aufgrund der Gesetzesänderung nun als architektonische Werke zu werten sind – mit der Folge, dass für sie die Panoramafreiheit in Anspruch genommen werden kann. Die Antwort darauf ist umstritten. Ein Ensemble aus 19 Soldatenskulpturen, das den zentralen Bestandteil eines Kriegerdenkmals bildet, ist nach Auffassung des Court of Federal Claims kein architektonisches Werk im Sinne der Vorschrift, weil es nicht dazu diene, von Menschen begangen zu werden, entweder um darin Schutz zu finden oder zu einem anderen Zweck, etwa der Abhaltung eines religiösen Zeremoniells.
Leerlaufen der Panoramafreiheit bei parallelem Schutz als bildmäßiges, graphisches oder plastisches Werk?
Ein praktisches Problem kann sich ergeben, wenn ein Gebäude sowohl als architektonisches Werk nach Abschnitt 102(a)(8) geschützt ist als auch Elemente enthält, die Schutz als bildmäßige, graphische oder plastische Werk nach Abschnitt 102(a)(5) genießen. Denn für letztere gilt die Panoramafreiheit nicht, sodass sich die Frage stellt, ob das architektonische Werk damit im Ergebnis eben doch nicht abgebildet werden dürfte.
Ein Schutz als bildmäßiges, graphisches oder plastisches Werk kommt grundsätzlich zum einen dann in Betracht, wenn der fragliche Gegenstand keine „intrinsische Gebrauchsfunktion, die nicht lediglich darin besteht, das Erscheinungsbild des Objekts darzustellen oder Informationen zu vermitteln“ (Abschnitt 101) innehat. Dies war etwa im Fall des oben angeführten Kriegerdenkmals der Fall. Falls das Erzeugnis doch über eine solche Gebrauchsfunktion verfügt, kommt ein Schutz dennoch infrage, sofern die künstlerische Komponente vom Gebrauchsgegenstand als solchem „trennbar“ (seperable) ist. Dies ist dann der Fall, wenn die betreffende Komponente getrennt vom Gebrauchsgegenstand als zwei- oder dreidimensionales Kunstwerk vorgestellt werden kann und dann selbst Schutz als bildmäßiges, graphisches oder plastisches Werk genösse – entweder für sich alleine stehend oder festgelegt in einem anderen körperlichen Träger.
Die Frage, wie zu verfahren ist, wenn Schutz als architektonisches Werk als auch ein Schutz einzelner Elemente als bildmäßiges, graphisches oder plastisches Werk besteht, wird kontrovers diskutiert. Hiervon zeugt etwa die Entscheidung Leicester v. Warner Bros. des Berufungsgerichts des 9. Bezirks. In dem zugrunde liegenden Fall registrierte der Urheber eines Hochhauses, das durch vier Türme von der Straße abgegrenzt ist, das gesamte Ensemble samt einiger weiterer Kunstwerke als plastisches Werk nach Abschnitt 102(a)(5). Warner Bros. ging demgegenüber von einem Schutz als architektonisches Werk aus und stützte sich bei seiner filmischen Verwertung des Ensembles in dem Film Batman Forever entsprechend auf die Panoramafreiheit. Das Gericht befand in seiner Entscheidung aus dem Jahr 2000, dass die Türme integraler Bestandteil des architektonischen Werkes seien und als solche auch im Rahmen von Abschnitt 120(a) genehmigungsfrei wiedergegeben werden dürften – ungeachtet dessen, ob für sie auch möglicherweise parallel ein Schutz als plastische Werke bestehen könnte. In seiner dissenting opinion vertritt Richter Fisher demgegenüber die Ansicht, bei Vorliegen eines dauerhaft in einem architektonischen Werk eingebunden, aber das Trennbarkeitskriterium erfüllenden, plastischen Werks könne der Architekt wählen, ob das eingebundene Werk nur nach Abschnitt 102(a)(5), nur nach Abschnitt 102(a)(8) oder nach beiden Abschnitten geschützt werden soll: Falls er sich nicht ausschließlich auf den Schutz nach Abschnitt 102(a)(8) beruft, dürfe sich ein Dritter für eine bildliche Wiedergabe des Gebäudes, die das bildmäßige, graphische oder plastische Werk zeigt, auch nicht auf die Ausnahme 120(a) berufen. Nach dieser Ansicht dürfte man sich etwa bei einem architektonischen Werk, das ein trennbares bildmäßiges, graphisches oder plastisches Werk (also beispielsweise ein kunstvoll gestaltetes Fenster) enthält, für dessen Schutz voll auf Abschnitt 102(a)(5) stützen und damit eine genehmigungsfreie Nutzung nach Abschnitt 120(a) unterbinden. Die Entscheidung des Gerichts ist in der Literatur auf Zustimmung, aber auch auf Ablehnung gestoßen.

#### Privilegierte Nutzungen
Die Freistellung schließt kommerzielle Nutzungen ein. Mit der Tatbestandsalternative „von dort aus gewöhnlicherweise sichtbar“ wird zum Ausdruck gebracht, dass sich das Bauwerk auch auf Privatgrund befinden kann.

#### Kritik
Die Straßenbildfreiheit für architektonische Werke wird von Teilen der Literatur abgelehnt, weil private Werknutzungen bereits unter der Fair-use-Doktrin möglich seien und die Ermöglichung einer rein kommerziellen Weiternutzung (wie etwa beim Verkauf von Merchandising-Artikeln) das Urheberrecht des Architekten über Gebühr belaste. Auch wird kritisiert, dass die Vorschrift hinsichtlich der erlaubten Verwertungsarten mit dem Pauschalverweis auf „bildliche Wiedergaben“ zu vage bleibt, sodass etwa unklar ist, ob davon auch Zeichnungen erfasst sind. Vereinzelt wird eine Ausweitung auf andere Werkarten befürwortet.

### Weitere Länder
Albanien
Art. 82 des albanischen Urheberrechtsgesetzes von 2016 erlaubt jedermann vergütungsfrei die Reproduktion von Werken, die sich permanent an öffentlich zugänglichen Stellen im Freien befinden. Die Reproduktion darf nicht dreidimensional sein. Bei architektonischen Werken gilt die Schrankenregelung nur für das äußere Erscheinungsbild. Wo möglich, sollen Quelle und Urheber angegeben werden.
Andorra
Das andorranische Gesetz über das Urheberrecht und die verwandten Schutzrechte vom 10. Juni 1999 (Llei sobre drets d’autor i drets veïns) enthält keine Bestimmung bezüglich der Panoramafreiheit.
Australien
Der australische Copyright Act, hier zugrunde gelegt in der Fassung der Änderungen vom 25. Mai 2016, sieht in Art. 65 vor, dass das Urheberrecht an einem Werk, welches sich nicht nur vorübergehend an einem öffentlichen Ort oder einem öffentlich zugänglichen Grundstück befindet, durch die Herstellung eines Gemäldes, einer Zeichnung, einer Gravur, einer Fotografie sowie den Einbezug in einen kinematographischen Film oder eine Fernsehsendung nicht verletzt wird. Dies gilt allerdings nur für Skulpturen (sculptures) und Werke des Kunsthandwerks (works of artistic craftsmanship).
Belgien
Nach Art. XI.190 Nr. 2 des Gesetzbuchs zum Wirtschaftsrecht (code de droit économique) (11. Buch zum Geistigen Eigentum, eingefügt durch Gesetz vom 19. April 2014 mit Wirkung zum 1. Januar 2015), hier zugrunde gelegt in der Fassung der Änderungen vom 29. Juni 2016, kann der Urheber eines erlaubterweise veröffentlichten Werkes dessen Vervielfältigung und öffentliche Wiedergabe nicht verbieten, wenn das Werk an einem der Öffentlichkeit zugänglichen Ort ausgestellt ist und die Vervielfältigung bzw. öffentliche Wiedergabe nicht auf das Werk selbst abzielt. Für Werke der plastischen Kunst, der Grafik und der Architektur, die dazu bestimmt sind, sich bleibend an einem öffentlichen Ort zu befinden, sieht Art. XI.190 Nr. 2/1 ergänzend vor, dass diese vervielfältigt und öffentlich wiedergegeben werden dürfen, sofern die Vervielfältigung bzw. öffentliche Wiedergabe zum einen das Werk so zeigt, wie es sich dort befindet (telle qu’elle s’y trouve), zum anderen die normale Verwertung des Werks nicht beeinträchtigt und die berechtigten Interessen des Rechtsinhabers nicht ungebührlich verletzt werden. Mit letzterer Einschränkung übernahm der belgische Gesetzgeber – wie auch im Rahmen einiger anderer Schrankenbestimmungen innerhalb seiner Urheberrechtsgesetzgebung – einen Ausschnitt aus dem Drei-Stufen-Test aus Art. 5 Abs. 5 InfoSoc-Richtlinie (unter Wahrung des dortigen Wortlauts).
Die weiter gehende Bestimmung des Art. XI.190 Nr. 2/1 wurde durch Änderung vom 27. Juni 2016 (in Kraft getreten am 15. Juli 2016) eingefügt. Ein Antrag, Art. XI.190 Nr. 2/1 nur mit der zusätzlichen Maßgabe einzufügen, dass die Nutzungshandlung weder direkt noch indirekt kommerziellen Zwecken dienen darf, hatte im Parlament zuvor keine Mehrheit gefunden.
Brasilien
Das Gesetz Nr. 9610 vom 19. Februar 1998 über das Urheberrecht und die verwandten Schutzrechte (Lei dos Direitos Autorais), hier zugrunde gelegt in der Fassung der Änderungen vom 14. August 2013, regelt in Art. 48, dass Werke, welche sich dauerhaft an öffentlichen Orten befinden, frei durch Malerei, Zeichnung, Fotografie und audiovisuelle Vorgänge wiedergegeben werden dürfen. Das Vorgängergesetz – Gesetz Nr. 5988 vom 14. Dezember 1973 – hatte demgegenüber noch pauschal vorgesehen, dass die Vervielfältigung von Kunstwerken an öffentlichen Plätzen keine Urheberrechtsverletzung darstellt (Art. 49 Abs. 1 Fall e)).
China
Das chinesische Urheberrechtsgesetz erlaubt jedermann vergütungsfrei, ein auf einem öffentlichen Platz im Freien aufgestelltes oder ausgestelltes Werk der bildenden Kunst abzuzeichnen, nachzuzeichnen, zu fotografieren oder durch Bildaufzeichnung aufzunehmen (Art. 22 Nr. 10). Nach der Rechtsprechung des Obersten Volksgerichtshofs muss bei der Nutzung der Fotografie einer Plastik grundsätzlich der Name des Urhebers und der Werktitel angegeben werden; die Namensnennungspflicht entfällt, wenn die Plastik nicht mit dem Namen ihres Urhebers versehen ist. Andere als die in Art. 22 Nr. 10 genannten Verwertungsarten, insbesondere etwa der Nachbau eines Werkes in dreidimensionaler Form, sind von der Schranke nach verbreiteter Meinung nicht erfasst. Zu beachten ist, dass Werke der bildenden Kunst und architektonische Werke unterschiedliche Werkarten darstellen (Art. 3 Nr. 4).
Dänemark
Gemäß § 24 Abs. 3 des dänischen Urheberrechtsgesetzes in der Fassung des Änderungsgesetzes Nr. 321 vom 5. April 2016 dürfen Gebäude – ohne weitere Einschränkungen – frei abgebildet werden. Laut dem Kommissionsbericht zur Entwurfsfassung des Urheberrechtsgesetzes soll dadurch allerdings das Namensnennungsrecht des Urhebers nicht beeinträchtigt werden. Zu den Gebäuden zählt die Kommission dabei auch Brücken, Schiffe und ähnliche Bauerzeugnisse. Nach § 24 Abs. 2 dürfen Werke der bildenden Kunst abgebildet werden, wenn sie dauerhaft auf oder an einem der Öffentlichkeit zugänglichen Platz oder Weg angebracht sind; dies gilt jedoch nicht, wenn das Werk der bildenden Kunst das Hauptmotiv ist oder die Nutzung gewerbsmäßig erfolgt.
Estland
Estland kennt eine Vorschrift zur Panoramafreiheit in § 201 des Urheberrechtsgesetzes (Autoriõiguse seadus), hier zugrunde gelegt in der Fassung der Änderungen vom 10. April 2016. Danach dürfen Werke der Architektur, der bildenden oder angewandten Kunst sowie Fotografien, die sich dauerhaft an öffentlich zugänglichen Orten befinden, auf beliebige Weise (ausgenommen durch mechanische Kontaktkopie) vergütungsfrei vervielfältigt werden. Die Vervielfältigung darf sodann öffentlich wiedergegeben werden, sofern das Werk nicht Hauptgegenstand der Wiedergabe ist und die Nutzung nicht zu unmittelbar kommerziellen Zwecken erfolgt. Sofern der Name des Urhebers am Werk angegeben ist, so muss dieser bei der öffentlichen Wiedergabe ebenfalls angegeben werden (§ 201 Satz 2).
Finnland
Nach § 25a Abs. 3 des finnischen Urheberrechtsgesetzes (Tekijänoikeuslaki) vom 8. Juli 1961, hier zugrunde gelegt in der Fassung der Änderungen vom 1. Juli 2016, können Werke der Kunst abgebildet werden, wenn sie sich dauerhaft an oder in direkter Umgebung eines öffentlichen Ortes befinden. Wenn das Werk das maßgebliche Motiv der Darstellung ist, darf diese nicht für kommerzielle Zwecke genutzt werden; zulässig ist allerdings die Verwendung in einer Zeitung oder einer Zeitschrift, falls die Abbildung eine innere Verbindung zum Text aufweist (§ 25a Abs. 3 Satz 2). Gemäß § 25a Abs. 4 können Gebäude – ohne weitere Bedingungen – frei abgebildet werden.
Island
Das isländische Urheberrechtsgesetz (höfundalög), hier zugrunde gelegt in der Fassung der Änderungen vom 1. Januar 2016, gewährt in Artikel 16 das Recht, erlaubnisfrei Fotografien von Gebäuden und Kunstwerken, die sich dauerhaft an einem öffentlichen Ort im Freien befinden, anzufertigen und zu zeigen. Sofern das Bau- bzw. Kunstwerk den Hauptgegenstand der Fotografie darstellt und diese zu gewerblichen Zwecken verwendet wird, ist die Panoramafreiheit an eine Vergütungspflicht geknüpft, falls die Nutzung nicht in einer Zeitung oder im Rahmen einer Fernsehsendung erfolgt.
Italien
Das italienische Urheberrecht, primär niedergelegt im Gesetz Nr. 633 vom 22. April 1941 über den Schutz des Urheberrechts und anderer mit seiner Ausübung verbundener Rechte (Legge 22 aprile 1941, n. 633: Protezione del diritto d'autore e di altri diritti connessi al suo esercizio), hier zugrunde gelegt in der Fassung der Änderungen vom 22. Januar 2016, sieht keine der Panoramafreiheit vergleichbare Schrankenregelung vor. Folgt man allerdings der Auslegung des Ministeriums vom 5. Februar 2008, gilt auch in Italien die Panoramafreiheit:
„In Ermangelung eines klaren Reglements wurde die Frage der Anerkennung einer Panoramafreiheit in Italien und der möglichen Bedingungen für ein solches Recht dem MiBACT vorgelegt. In seiner Antwort vom 5. Februar 2008 auf die entsprechende parlamentarische Anhörung antwortete das Ministerium, dass ‚die Panoramafreiheit […] in Italien aufgrund des bekannten Grundsatzes anerkannt wird, wonach ein Verhalten, das nicht gesetzlich verboten ist, als rechtmäßig anzusehen ist‘; mit der Folge, dass, mit Ausnahme der Bestimmungen des Urheberrechtsgesetzes, in Italien, da es keine spezifischen Rechtsvorschriften gibt, es erlaubt sein muss, alle sichtbaren Werke, vom neuen Gebäude auf dem Gelände von Ara Pacis bis zum Kolosseum, frei zu fotografieren, für jeden Zweck, auch für kommerzielle Zwecke, mit der Ausnahme, dass die Modifizierung oder Veränderung des Objekts des Bildes in seinem Anstand und in den Werten, die es zum Ausdruck bringt, beleidigt wird.“ (Textpassage = Übersetzung des engl. Originals)
Japan
Art. 46 des japanischen Urheberrechtsgesetzes (Gesetz Nr. 48 vom 6. Mai 1970) wie geändert durch das Gesetz Nr. 121/2006 regelt, dass Werke der Kunst, deren Original im Freien nach Maßgabe von Art. 45 Abs. 2 auf Dauer aufgestellt ist, oder Werke der Baukunst auf jegliche Weise genutzt werden können. Dies gilt jedoch für einige Fälle nicht, namentlich die Vervielfältigungen eines Werkes der Bildhauerei und dessen Angebot an die Öffentlichkeit durch Weitergabe der Vervielfältigungsstücke; den Nachbau eines Werkes der Baukunst und dessen Angebot an die Öffentlichkeit durch Weitergabe des Nachbaus; die Vervielfältigung eines Werkes zu dem Zweck, es auf Dauer im Freien nach Maßgabe von Art. 45 Abs. 2 aufzustellen; und die Vervielfältigung eines Werkes der Kunst zum ausschließlichen Zweck des Verkaufs der Vervielfältigungsstücke sowie der Verkauf der Vervielfältigungsstück.
Kroatien
Nach Art. 91 des kroatischen Urheberrechtsgesetzes (Zakon o autorskom pravu i srodnim pravima) in der Fassung des Änderungsgesetzes 141/2013 vom 5. Dezember 2013 ist es vergütungsfrei erlaubt, Werke, die sich bleibend auf Straßen, Plätzen, Parks oder anderen Orten, die öffentlich zugänglich sind, zu vervielfältigen und solche Vervielfältigungen zu vertreiben und zu veröffentlichen (Abs. 1), solange die Vervielfältigung nicht in dreidimensionaler Form erfolgt (Abs. 2). Auf den nach Abs. 1 entstandenen Kopien muss die Quelle und der Name des Urhebers genannt werden, außer wenn eine solche Angabe nicht möglich ist (Abs. 3). Die Schrankenbestimmung ist hinsichtlich der erfassten Werkarten nicht beschränkt.
Lettland
In Lettland ist es nach dem am 6. Dezember 2007 geänderten Urheberrechtsgesetz erlaubt, Bilder von Werken der Architektur, der Fotografie, der visuellen Künste, des Design und der angewandten Kunst, welche sich an öffentlichen Orten befinden, für persönliche Zwecke und als Information in Nachrichten oder Reportagen über aktuelle Veranstaltungen oder für nicht kommerzielle Zwecke zu nutzen (Art. 25 Abs. 1). Dies gilt nicht in Fällen, in denen das Bild dazu dient, das Werk zu wiederholen, es von Sendeanstalten gesendet oder zu kommerziellen Zwecken genutzt wird (Abs. 2).
Liechtenstein
Nach dem liechtensteinischen Urheberrechtsgesetz vom 19. Mai 1999 (hier zugrunde gelegt in der Fassung der Änderungen vom 1. Oktober 2015) ist es zulässig, ein Werk, das sich bleibend an oder auf allgemein zugänglichem Grund befindet, abzubilden und die Abbildung anzubieten, zu veräußern, zu senden oder „sonstwie“ zu verbreiten (Art. 29 Abs. 1 URG). Sie darf allerdings nicht dreidimensional und auch nicht zum gleichen Zweck wie das Original verwendbar sein (Art. 29 Abs. 2 URG).
Litauen
Das litauische Gesetz über Urheber- und verwandte Schutzrechte vom 18. Mai 1999 (hier zugrunde gelegt in der Fassung des Änderungsgesetzes XII-1183 vom 7. Oktober 2014) erlaubt unter der Maßgabe der Quellenangabe einschließlich Nennung des Urhebers (außer wenn diese sich als unmöglich darstellt), Werke der Architektur und Skulpturen wiederzugeben und öffentlich zugänglich zu machen, außer wenn diese im Rahmen von Ausstellungen oder in Museen gezeigt werden (Art. 28 Abs. 1 Nr. 1). Dies gilt nicht, wenn das Werk das zentrale Motiv darstellt und die Nutzung direkt oder indirekt zu kommerziellen Zwecken erfolgt (Abs. 2). Es ist weiters nicht erlaubt, Werke der Architektur in Form von Gebäuden oder anderen Bauwerken wiederzugeben, und Kopien von Skulpturen anzufertigen (Art. 3).
Polen
Art. 33 Abs. 1 des Gesetzes über Urheberrecht und verwandte Schutzrechte vom 4. Februar 1994 (Ustawa z dnia 4 lutego 1994 roku o prawie autorskim i prawach pokrewnych) in der Fassung der Änderungen vom 21. Oktober 2010 bestimmt, dass die Veröffentlichung von ständig auf allgemein zugänglichen Wegen, Straßen, Plätzen oder in Gärten aufgestellten Werken erlaubt ist, sofern diese nicht zu ein und demselben Gebrauch erfolgt. Nach Padlewska soll für den bleibenden Charakter die Aufstellung für unbestimmte Zeit genügen, ohne dass es auf eine feste Verbindung zum Boden ankommen würde. Auch naturbedingt kurzlebige Werke wie Eis- oder Sandskulpturen sollen unter die Panoramafreiheit fallen. Auf Werke in Innenräumen erstreckt sich die Panoramafreiheit nicht mehr; Eintrittsgebühren oder beschränkte Öffnungszeiten (etwa in einem Park) sollen ihrer Anwendbarkeit hingegen nicht entgegenstehen. Zu „ein und demselben Gebrauch“ dient eine Verwertungshandlung insbesondere dann, wenn ein Gebäude oder eine Skulptur nachgebaut werden; solche Nutzungen fallen nicht mehr unter die Panoramafreiheit. Die Abbildung bestimmter Gebäude kann durch die Verordnung zum Schutz von Objekten mit besonderer Bedeutung für die staatliche Sicherheit und Verteidigung vom 24. Juni 2003 eingeschränkt sein.
Portugal
Portugal übernahm 2004 den Regelungsvorschlag aus der InfoSoc-Richtlinie fast unverändert. Nach Art. 75 Abs. 2 lit. q des portugiesischen Urheberrechtsgesetzes (Código do Direito de Autor e dos Direitos Conexos), hier zugrunde gelegt in der Fassung der Änderungen vom 5. Juni 2015, ist es erlaubnisfrei zulässig, Werke, wie beispielsweise solche der Baukunst oder Plastiken, die dazu angefertigt wurden, sich bleibend an öffentlichen Orten (locais públicos) zu befinden, zu nutzen; dies gilt auch für die Verbreitung rechtmäßig hergestellter Vervielfältigungsstücke, soweit dies nach dem Vervielfältigungszweck gerechtfertigt ist. Art. 76 Abs. 1 lit. a stellt diese privilegierten Nutzungshandlungen (wie alle anderen in Art. 75 Abs. 2 vorgesehenen auch) unter die Bedingung, dass, wann immer möglich, der Name des Urhebers und des Herausgebers, der Werktitel sowie diese identifizierende Umstände anzugeben sind. Ferner unterliegen alle Schrankenregelungen dem „verkürzten“ national kodifizierten Drei-Stufen-Test aus Art. 75 Abs. 4, der auf die erste Stufe (Beschränkung auf bestimmte Sonderfälle) verzichtet. Auf verwandte Schutzrechte ist die Panoramafreiheit nach Art. 189 Abs. 3 analog anwendbar. An einer Beschränkung auf bestimmte Werkarten fehlt es. Eine Vergütungspflicht ist nicht vorgesehen.
Der Begriff der „Nutzung“, von dem die Schrankenregelung Gebrauch macht, erfasst die einzelnen Verwertungshandlungen umfassend und schließt insbesondere die in der InfoSoc-Richtlinie gewährten Verwertungsrechte der Vervielfältigung, öffentlichen Wiedergabe und Verbreitung ein. Zur Auslegung des Begriffs des „öffentlichen Ortes“ wird im portugiesischen Schrifttum teilweise angeregt, auf die Begriffsbestimmung aus dem Bereich des Senderechts zurückzugreifen; nach Art. 149 Abs. 2 ist ein öffentlicher Ort ein Ort, zu dem, ausdrücklich oder stillschweigend, Zugang – kostenlos oder kostenpflichtig – angeboten wird, ungeachtet eines allfälligen Vorbehalts, Personen vom Zutritt auszuschließen. Nobre sieht vor diesem Hintergrund auch Innenräume öffentlicher Gebäude erfasst.
Russland
Das vierte Buch des russischen Zivilgesetzbuchs, hier zugrunde gelegt in der Fassung der Änderungen vom 13. Dezember 2016, enthält eine Regelung zur Panoramafreiheit. Danach dürfen Werke der bildenden Künste und fotografische Werke, die sich dauerhaft an einem öffentlichen Ort befinden, vergütungs- und zustimmungsfrei vervielfältigt, verbreitet, durch Rundfunk und Kabel gesendet und öffentlich zugänglich gemacht werden (Art. 1276 Abs. 1). Dies gilt allerdings nicht, wenn die Abbildung des Werkes der Hauptgegenstand der Nutzung ist oder wenn die Abbildung zu kommerziellen Zwecken genutzt wird. Nach dem 2014 eingefügten Abs. 2 sind dieselben Verwertungshandlungen bei Werken der Architektur, der Stadtplanung und der Landschaftskunst, die sich an einem öffentlichen Ort befinden oder von einem solchen aus sichtbar sind, sogar ohne Einschränkung erlaubt.
Die Bestimmung im Gesetz über Urheberrecht und verwandte Schutzrechte vom 9. Juli 1993 sah demgegenüber noch eine engere Fassung der Schrankenbestimmung vor. Nach Art. 21 war es ohne Zustimmung des Urhebers und ohne Zahlung einer Urhebervergütung zulässig, Werke der Architektur, der Fotografie oder der bildenden Kunst, die dauerhaft auf einem dem freien Zutritt offenen Ort aufgestellt sind, zu vervielfältigen, durch Rundfunk zu senden oder durch Kabel zur allgemeinen Kenntnisnahme mitzuteilen, soweit nicht die Abbildung des Werkes den Hauptgegenstand einer solchen Verwertung darstellt oder die Abbildung des Werkes zu kommerziellen Zwecken benutzt wird. Die Bestimmung wurde in leicht modifizierter Form übernommen, als das Urheberrechtsgesetz 2008 in das Zivilgesetzbuch integriert wurde. Eine weiter gehende Freistellung für Werke der Architektur, der Stadtplanung und der Landschaftskunst erfolgte erst 2014.
Slowakei
Nach Art. 27 können Werke, die sich dauerhaft an einem öffentlichen Ort befinden, ohne Erlaubnis des Urhebers bildlich dargestellt werden. Die verschiedenen Werkarten werden alle im Gesetz in Art. 7 aufgezählt. In Art. 27 ist für die Art der Nutzung der Werke innerhalb der Panoramafreiheit wortwörtlich unter anderem von „verbreiten in der Öffentlichkeit durch Verkauf […]“ die Rede, sodass die Panoramafreiheit auch für die kommerzielle Nutzung der Werke gilt. Art. 27 Abs. 1 verweist weiterhin auf Art. 25 Satz 3. Danach ist es für die Nutzung der Werke im Rahmen der Panoramafreiheit verpflichtend, die Quelle und den Urheber zu nennen. Die Schrankenbestimmung ist hinsichtlich der erfassten Werkarten nicht beschränkt.
Slowenien
Die Panoramafreiheit ist in Art. 55 des Zakon o avtorski in sorodnih pravicah (hier zugrunde gelegt in der Fassung des Änderungsgesetzes vom 15. Dezember 2006) geregelt. Danach können Werke, welche sich dauerhaft in Parks, Straßen, auf Plätzen oder an anderen allgemein zugänglichen Orten befinden, frei genutzt werden (Abs. 1), sofern die Vervielfältigung nicht in dreidimensionaler Form vorgenommen wird und ihre Nutzung weder demselben Zweck wie das Original dient noch mit Gewinnerzielungsabsicht erfolgt (Abs. 2). Die Nutzungsfreistellung ist an die Pflicht zur Quellenangabe geknüpft; außerdem muss der Urheber genannt werden, falls er auf dem benutzten Werkstück angegeben ist (Abs. 3). Art. 55 macht hinsichtlich der erfassten Werkarten keine Einschränkungen.
Spanien
Die Panoramafreiheit in Spanien ergibt sich aus Art. 35 Abs. 2 des königlichen Dekrets Nr. 1/1996 vom 12. April 1996 in der Fassung des königlichen Dekrets Nr. 20/2011 vom 30. Dezember 2011. Danach dürfen Werke, die ihren dauerhaften Standort in Parkanlage, auf Straßen, Plätzen oder an sonstigen öffentlichen Orten haben, durch Malen, Zeichnen, Fotografieren und audiovisuelle Verfahren frei vervielfältigt, verbreitet und wiedergegeben werden. Die Schrankenbestimmung ist hinsichtlich der erfassten Werkarten nicht beschränkt.
Tschechien
Auch das tschechische Urheberrechtsgesetz (Gesetz Nr. 121/2000) in der Fassung des Änderungsgesetzes vom 22. April 2008 kennt die Panoramafreiheit. Nach Art. 33 liegt keine Urheberrechtsverletzung vor, wenn ein Werk, das sich dauerhaft auf einem Platz, einer Straße, in einem Park, an einem öffentlichen Weg oder an einem anderen öffentlichen Ort befindet. Soweit die Möglichkeit dazu besteht, muss allerdings der Name des Urhebers (außer bei einem anonymen Werk) oder der Name der Person, unter deren Namen das Werk der Öffentlichkeit vorgestellt wird, sowie der Titel und der Standort des Werkes angegeben werden (Abs. 1). Diese Gestattung gilt allerdings nicht, wenn ein architektonisches Werk in Form eines Bauwerks wiedergegeben oder nachgeahmt wird, desgleichen wenn ein Werk in dreidimensionaler Form wiedergegeben wird.
Uganda
Im Rahmen einer Fair-use-Bestimmung erlaubt das ugandische Urheberrechtsgesetz die Vervielfältigung und öffentliche Wiedergabe architektonischer Werke mittels Fotografie oder einer audio-visuellen oder Fernsehsendung, wenn das Werk bleibend an einem öffentlichen Ort befindlich ist.
Ungarn
Es ist vergütungsfrei erlaubt, von Werken der bildenden Kunst, Architektur und der angewandten Kunst, die dauerhaft im Freien an einem öffentlichen Ort errichtet sind, Aufnahmen anzufertigen (Art. 68 Abs. 1 des Gesetzes Nr. LXXVI. 1999 zum Urheberrecht).
Zypern
Art. 7(2)(c) des Gesetzes 59/1976 erlaubt es, vergütungsfrei Kopien von künstlerischen Werken, die bleibend an einem Ort befindlich sind, an dem sie von der Öffentlichkeit gesehen werden können, zu vervielfältigen und zu vertreiben. Die Schrankenbestimmung ist hinsichtlich der erfassten Werkarten nicht beschränkt.